# Estonia
Estonia (în estonă Eesti), oficial Republica Estonia (în estonă Eesti Vabariik), este un stat din regiunea Baltică din Europa de Nord. La nord are ieșire către Golful Finlandei, la vest către Marea Baltică, la sud se învecinează cu Letonia (343 km), și la est cu Lacul Peipus și cu Rusia (338.6 km). Dincolo de Marea Baltică se află Suedia către vest și Finlanda către nord. Teritoriul Estoniei acoperă 45.227 km², și este influențat de o climă temperată. Estonii sunt un popor finic, iar limba oficială, estona, este o limbă fino-ugrică înrudită îndeaproape cu finlandeza și mai de departe cu maghiara.
Estonia este o republică parlamentară împărțită în 15 subdiviziuni, denumite individual maakond. Capitala și cel mai mare oraș este Tallinn. Cu o populație de 1,29 milioane de locuitori, este una dintre cele mai puțin populate state membre ale Uniunii Europene, ale Zonei Euro și ale NATO. Estonia are cel mai mare produs intern brut pe cap de locuitor dintre toate fostele republici ale URSS. Este listată ca fiind o „economie cu venit mare” de către Banca Mondială, ca „economie avansată” de către Fondul Monetar Internațional, și este membră a OECD. Națiunile Unite clasifică Estonia drept „țară dezvoltată” cu un Indice al Dezvoltării Umane „foarte ridicat”, iar țara se află pe primele locuri în termeni de libertate a presei (locul 3 în lume în 2012), libertate economică, libertate politică și educație.

## Etimologie
O ipoteză a originii numelui de Estonia provine de la poporul Aesti⁠(d) descris de istoricul roman Tacitus în lucrarea sa Germania (ca. 98 AD).
Saga antică scandinavă face referire la o țară denumită Eistland, nume păstrat pentru Estonia și astăzi în limba islandeză, și apropiat de cel folosit în alte limbi germanice: daneza, germana, neerlandeza, suedeza și norvegiana, care o denumesc Estland. Alte denumiri arhaice sunt și Estia sau Hestia.

## Istorie

### Preistorie
Viața umană în Estonia a apărut acum circa 11.000–13.000 de ani, când s-a topit gheața din ultima eră glaciară. Cea mai veche așezare cunoscută în Estonia este așezarea de la Pulli, aflată pe malurile râului Pärnu, lângă orașul actual Sindi, în sud-vestul țării. Datarea cu carbon radioactiv a stabilit data așezării în jur de acum 11.000 de ani, la începutul mileniului al IX-lea î.e.n.

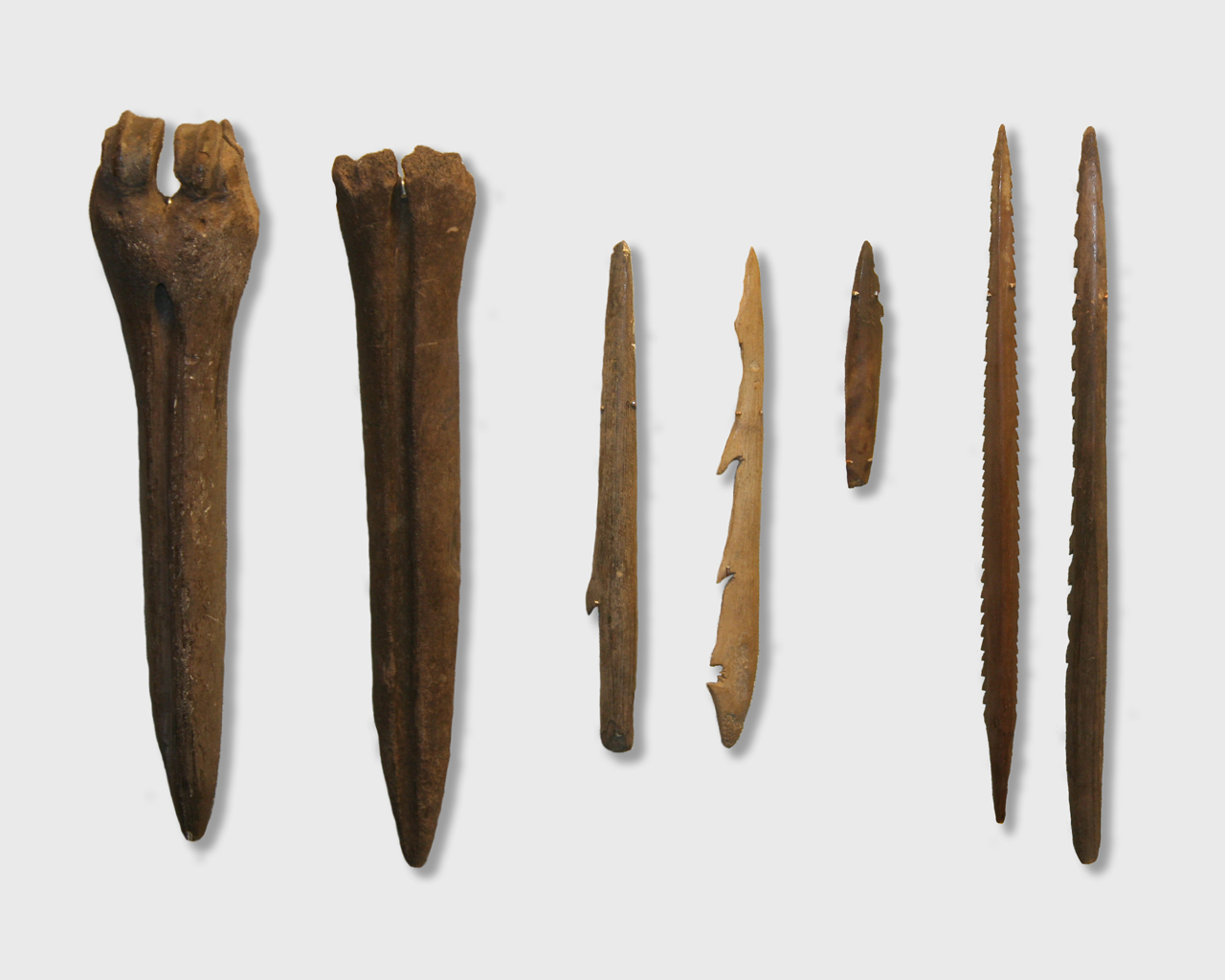
Unelte ale culturii Kunda, Muzeul de Istorie al Estoniei

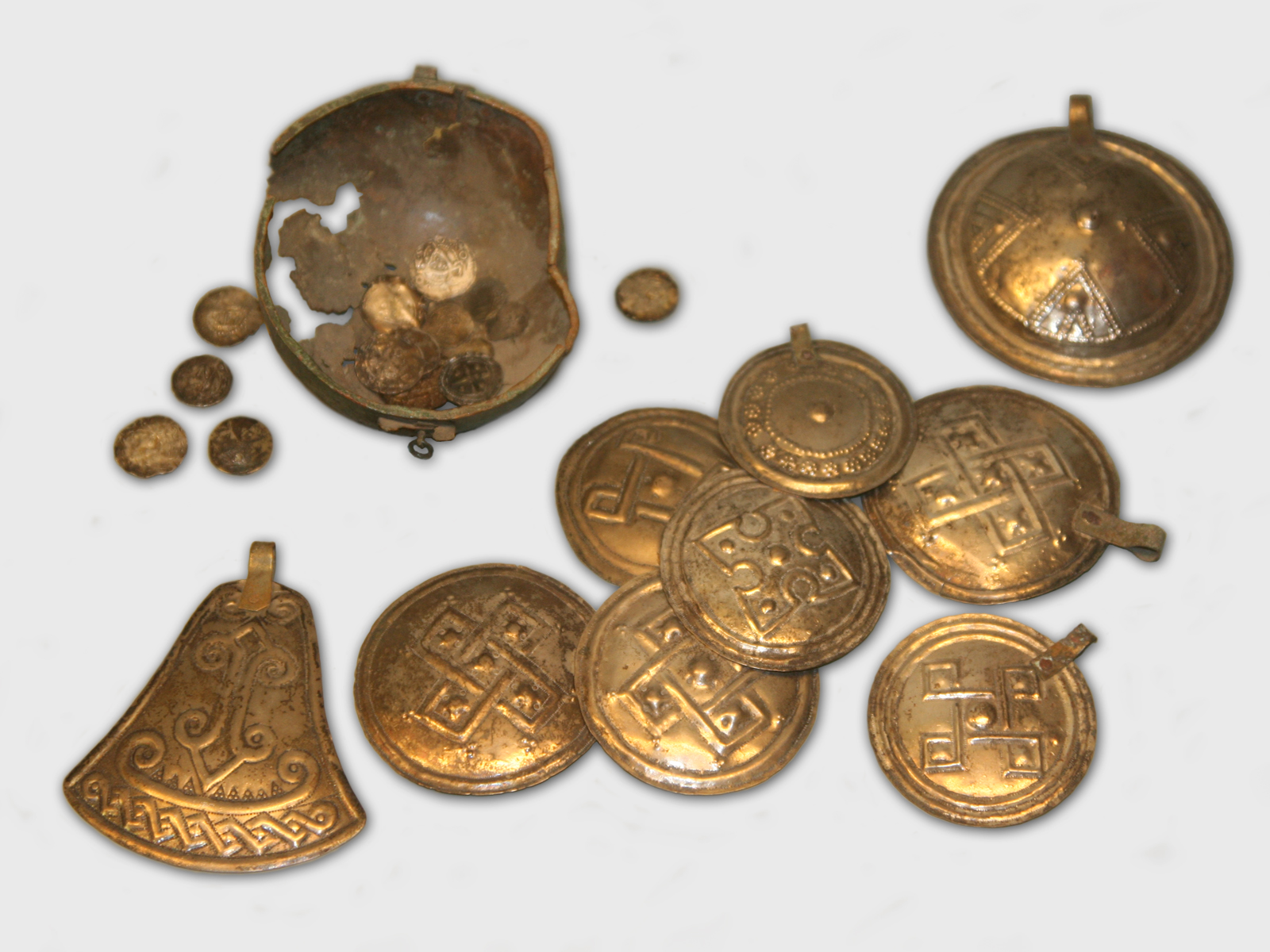
Artifacte din Epoca Fierului aparținând unui tezaur din.

S-au găsit urme ale unor comunități ce se ocupau cu vânătoarea și pescuitul pe la 6500 î.e.n. lângă orașul Kunda din nordul Estoniei. Artefacte din os și piatră similare celor de la Kunda s-au mai descoperit și în alte părți ale țării, precum și în Letonia, nordul Lituaniei și sudul Finlandei. Cultura Kunda aparține mezoliticului (epoca mijlocie a pietrei).
Sfârșitul Epocii Bronzului și începutul Epocii Fierului au fost marcate de mari modificări culturale. Cea mai importantă din ele a fost revoluția agricolă, adică trecerea de la vânat/pescuit/cules la practicarea agriculturii, care a rămas miezul vieții economice și culturale. Între primul și al V-lea secol al erei noastre, au apărut ferme stabile, populația a crescut și așezările umane s-au extins. Influența culturală a Imperiului Roman a ajuns până în Estonia.
Prima mențiune a poporului care locuiește Estonia actuală provine de la istoricul roman Tacitus care, în cartea sa Germania (ca. 98 e.n.) descrie tribul Aesti⁠(d). Tacitus amintește denumirea practică de ei pentru chihlimbar într-o formă aparent latinizată, glesum (cf. letonul glisas). Acesta este unicul cuvând din limba aestilor cunoscut din antichitate. În ciuda acestui fapt, Aestii sunt considerați în general a fi strămoșii popoarelor baltice.
A urmat o Epocă a Fierului mai agitată și mai plină de războaie urmată de pericole externe venite atât din partea triburilor baltice, care atacau dinspre sud, dar și de peste mări. Câteva sögur scandinave fac referire la campanii de pedepsire împotriva Estoniei. Pirații estoni efectuau raiduri similare împotriva vikingilor. „Năvălitorii păgâni” care au devastat orașul suedez Sigtuna în Evul Mediu Timpuriu, în 1187, erau estoni.
În primele secole din era noastră, au început să apară subdiviziuni politice și administrative în Estonia. Au apărut astfel două unități majore: provincia (în estonă: kihelkond) și țara (în estonă: Maakond). Provincia era formată din mai multe sate cu sfaturi ale bătrânilor. Aproape toate provinciile aveau cel puțin o cetate. Apărarea zonelor locale era condusă de cel mai înalt oficial, regele sau un „bătrân”. Până în secolul al XIII-lea, în Estonia au apărut următoarele țări: Revala⁠(d), Harjumaa, Saaremaa, Hiiumaa, Läänemaa, Alempois⁠(d), Sakala⁠(d), Ugandi⁠(d), Jogentagana⁠(d), Soopoolitse⁠(d), Vaiga⁠(d), Mõhu⁠(d), Nurmekund⁠(d), Järvamaa și Virumaa⁠(d).
Estonia și-a păstrat religia păgână, centrată în jurul unei zeități denumite Tharapita⁠(d). Cronica lui Henric din Livonia menționează pe Tharapita⁠(d) ca zeu suprem al oeselienilor (locuitori ai insulei Saaremaa), și ca fiind cunoscut și triburilor vironiene din nordul Estoniei.

### Epoca vikingă
Oeselienii (în estonă saarlased, singular: saarlane) erau un subgrup etnic al estonilor, ce locuiau pe insula Saaremaa (în daneză Øsel; în germană Ösel; în suedeză Ösel), o insulă aparținând astăzi Estoniei, în Marea Baltică. Prima lor atestare este considerată a fi din secolul al II-lea î.e.n., de către Ptolemeu, în Geografia III. Oeselienii erau denumiți în sögur islandeze în nordica veche și în Heimskringla Víkingr frá Esthland (vikingi din Estonia). Corăbiile lor erau denumite „vase de pirați” de către Henric din Livonia în cronicile sale în latină de la începutul secolului al XIII-lea.
Poate cel mai cunoscut raid al piraților oeselieni a avut loc în 1187, cu atacul orașului suedez Sigtuna de către năvălitori finici din Couronia și Oesel.  Orașul a rămas ocupat o vreme, ceea ce a contribuit la declinul său ca centru comercial în secolul al XIII-lea, în favoarea altor orașe ca Uppsala, Visby, Kalmar și Stockholm.
Cronica Livoniană descrie vasele folosite de oeselieni ca fiind de două feluri: piratica și liburna. Primul era un vas de război, al doilea era în principal un vas comercial. O piratica putea transporta circa 30 de oameni și avea o provă înaltă în formă de balaur sau cap de șarpe, precum și o pânză dreptunghiulară.
Tezaurul eston din epoca vikingilor cuprinde în principal lingouri și monede de argint. Prin comparație cu vecinii săi, Saaremaa deține cele mai bogate descoperiri arheologice de tezaure vikinge după regiunea Gotland din Suedia. Aceasta sugerează că Estonia constituia o țară importantă de tranzit în epoca vikingilor.
Zeul suprem al oeselienilor, după cum a fost descris de Henric din Livonia, se numea Tharapita⁠(d). Conform legendei din cronică, Tharapita s-ar fi născut pe un munte împădurit din Virumaa⁠(d) (în latină Vironia⁠(d)), pe Estonia continentală, de unde a zburat pe Oesel (Saaremaa). Numele de Taarapita a fost interpretat ca „Taara, ajutor!”/„Thor, ajutor!” (în estonă, Taara a(v)ita) sau „Taara păzitorul”. Taara este asociat cu zeul scandinav Thor. Povestea zborului lui Tharapita sau al lui Taara din Vironia în Saaremaa a fost asociat cu impactul unui meteorit, estimat a fi avut loc în 660 ± 85 î.e.n., impact soldat cu formarea craterului Kaali de pe Saaremaa.

### Evul Mediu

Livonia medievală

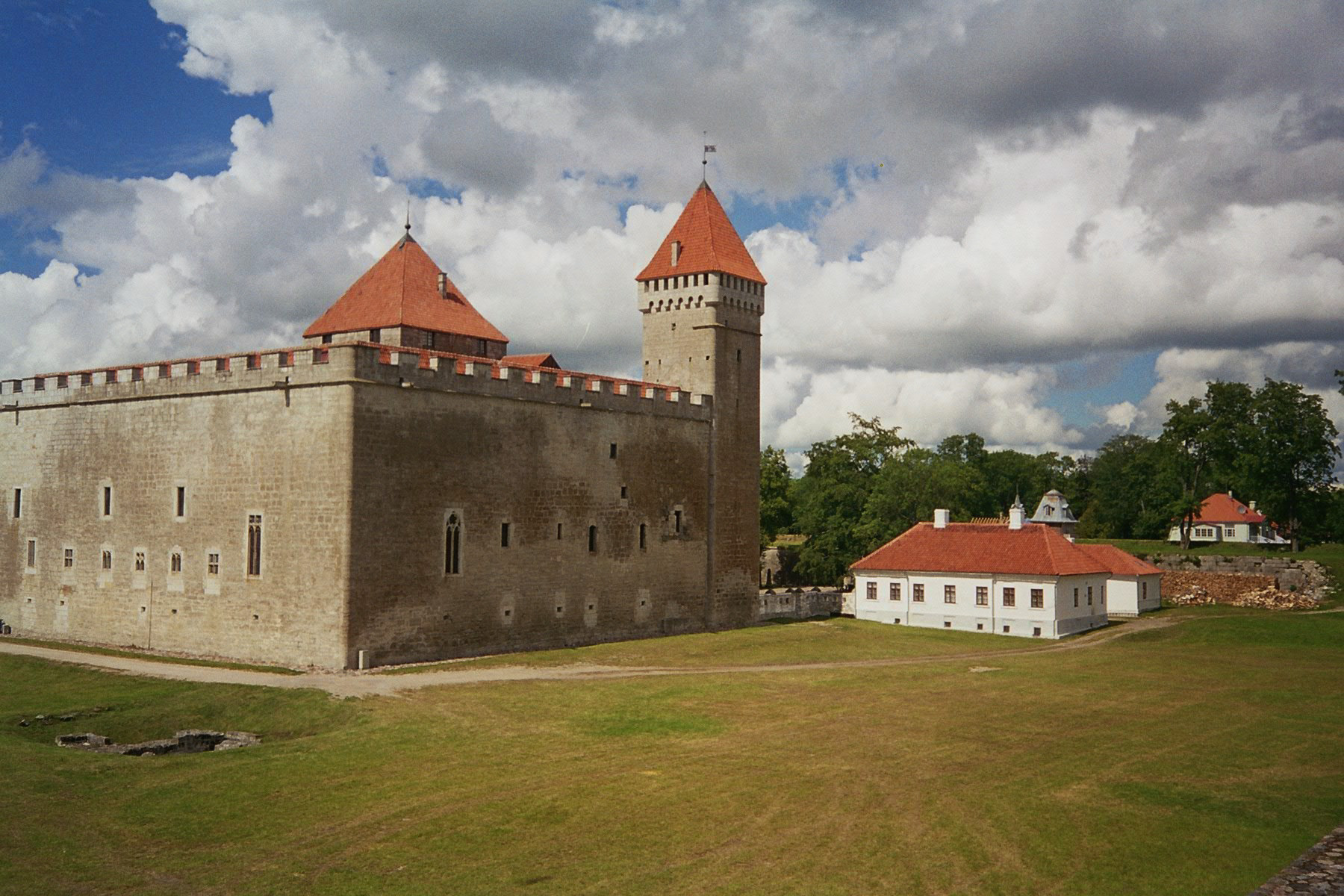
Castelul de la Kuressaare de pe Saaremaa

La începutul secolului al XIII-lea, Lembitu din Lehola, o căpetenie din Sakala a încercat să-i unifice pe estoni și să îndepărteze pericolul cuceririi daneze și germanice în timpul Cruciadei Livoniene. El a reușit sa adune o armată de 6000 de estoni din diferite regiuni, dar a fost ucis în bătălia de Sf. Matei în septembrie 1217.
Din 1228, în urma Cruciadei Livoniene, și până în anii 1560, Estonia a fost inclusă în Terra Mariana, teritoriu înființat la 2 februarie 1207 ca principat component al Sfântului Imperiu Roman și a proclamat de papa Inocențiu al III-lea în 1215 ca principat supus Sfântului Scaun. Sudul țării a fost cucerit de Frații Livonieni ai Sabiei, ordin militar monastic care a aderat la Ordinul Teutonic în 1237 și a devenit principala sa ramură, denumită Ordinul Livonian. Ducatul Estoniei s-a înființat în partea de nord a țării ca dominion direct al regelui Danemarcei între 1219 și 1346, când a fost vândut teutonilor și a devenit parte din Ordenstaat. În 1343, poporul din nordul Estoniei și din Saaremaa s-a răzvrătit împotriva dominației germanice în Răscoala din Noaptea de Sf. Gheorghe, înăbușită în 1345. Eșecul răscoalei a dus la consolidarea puterii clasei minoritare dominante a germanilor baltici. De-a lungul secolelor ce au urmat, germanii baltici au rămas elita dominantă atât în orașe cât și în zona rurală.
Începând cu 1248 orașul Reval (denumit Tallinn după 1918) a fost condus după sistemul legislativ din Lübeck. La sfârșitul secolului al XIII-lea a aderat la alianța de bresle și comerț denumită Liga Hanseatică.
După căderea în declin a Ordinului Teutonic în urma înfrângerii din bătălia de la Grunwald din 1410, și mai ales după înfrângerea Ordinului Livonian în bătălia de la Swienta la 1 septembrie 1435, s-a semnat acordul de formare a Confederației Livoniene la 4 decembrie 1435.
Marele Ducat al Moscovei și apoi Țaratul Rusiei au încercat fără succes să invadeze țara în 1481 și 1558.
Confederația Livoniană a rezistat până la Războiul Livonian (1558–1582). Războaiele au redus populația estonă de la circa 250–300.000 de oameni înainte de Războiul Livonian până la 120–140.000 în anii 1620.

### Perioada Reformei și epoca modernă

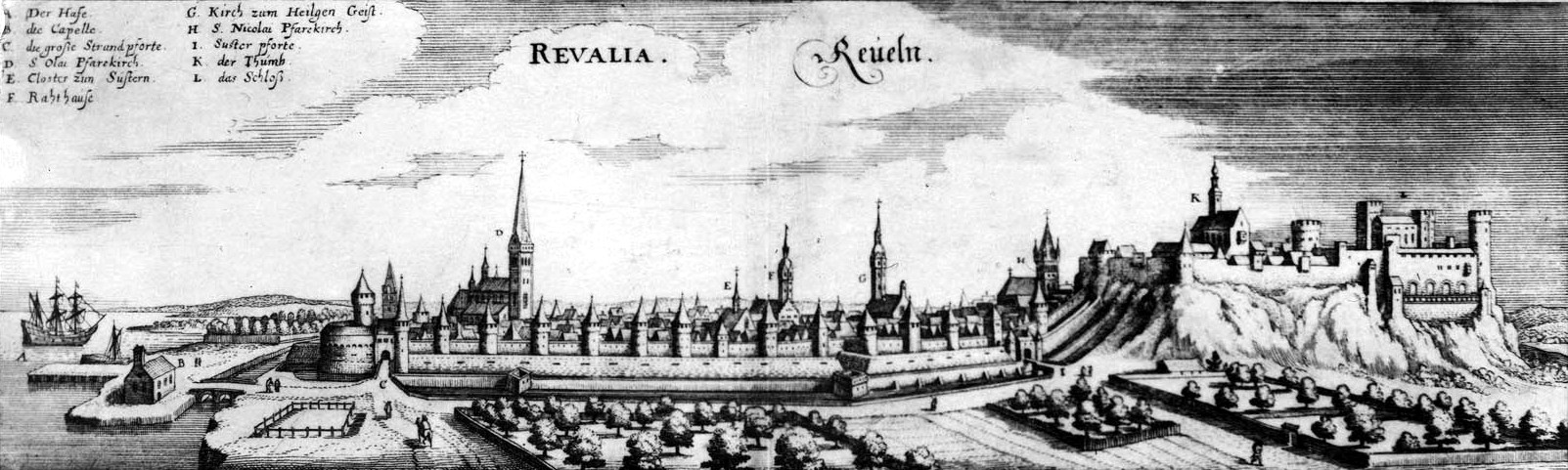
Capitala estonă Tallinn (pe atunci, Reval) în prima jumătate a secolului al XVII-lea. Se remarcă zidul cu multiple turnuri, turla bisericii Sf. Olaf (cea mai înaltă clădire în lume la momentul construcției sale), precum și cetatea de pe colina Toompea, care au rezistat până în ziua de astăzi

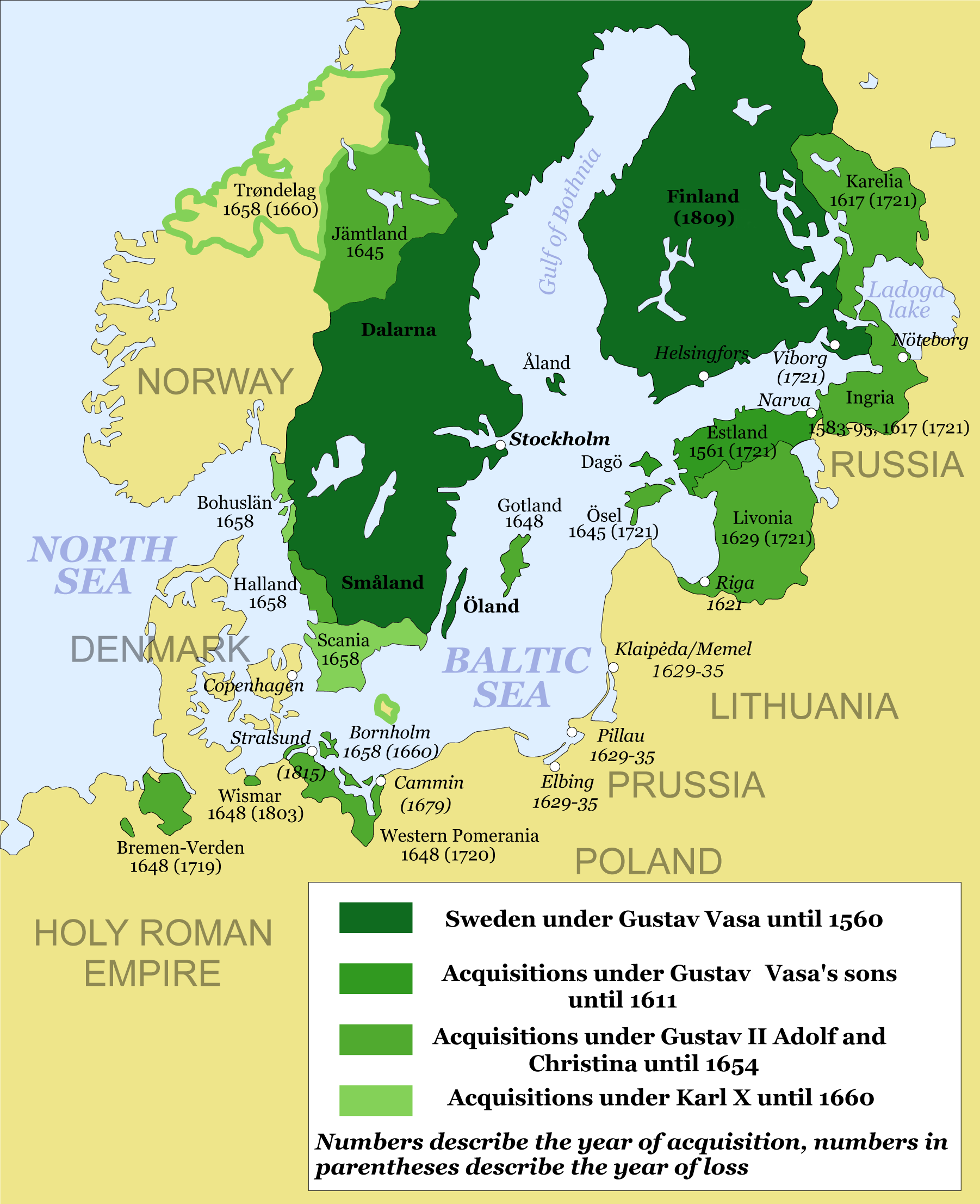
Imperiul Suedez după tratatul de la Roskilde din 1658. Porțiunea cu verde închis arată Suedia propriu-zisă reprezentată în Riksdagul Stărilor, în vreme ce celelalte tente de verde reprezintă diferite dominioane și posesiuni suedeze.

Reforma în Europa a început oficial în 1517 când Martin Luther și-a publicat cele 95 de teze. Reforma s-a soldat cu mari schimbări în regiunea Baltică. Ideile Reformei au pătruns în Confederația Livoniană foarte rapid și până în anii 1520, erau bine cunoscute. Limba, educația, religia, și politica au suferit mari transformări. Slujbele bisericești se țineau acum în dialectul local, în locul latinei, ca până atunci. În Războiul Livonian din 1561, nordul Estoniei a intrat sub dominație suedeză. Estonia de Sud a format în anii 1560 Ducatul autonom al Livoniei intrat în componența Uniunii Polono-Lituaniene, fiind sub control comun al Coroanei Polone și al Marelui Ducat al Lituaniei, în cadrul căruia teritoriul actual al Estoniei forma două voievodate: voievodatul Dorpat (zona Tartu) și voievodatul Parnawa (zona Pärnu). În 1629, Estonia continentală a intrat în întregime sub controlul Suediei. Estonia a fost împărțită administrativ în provinciile Estonia (în nord) și Livonia, ultima cuprinzând sudul Estoniei și nordul Letoniei de astăzi. Această împărțire a persistat până la începutul secolului al XX-lea.
În 1631, regele Gustaf al II-lea Adolf a obligat nobilimea să acorde țărănimii drepturi mai multe, deși nu a desființat iobăgia. Regele Carol al XI-lea a confiscat unele mari moșii nobiliare, făcându-le domenii ale Coroanei și transformând efectiv iobagii de pe acele moșii în țărani liberi, plătitori de impozite. În 1632, s-au înființat o tiparniță și o universitate în orașul Dorpat (astăzi, după 1918, Tartu). 
Creșterea demografică constantă a continuat până la epidemia de ciumă din 1657. Marea Foamete din 1695-97 a ucis circa 70.000 de oameni — aproape 20% din populație.

### Dominația rusă și renașterea națională
Ca urmare Marele Război al Nordului (1700-1721), teritoriul Estoniei a intrat sub stăpânirea Imperiul Rus.
Clasele sociale dominante, ca și mare parte din clasa de mijloc, au rămas însă formate tot din germani baltici. Războiul a devastat populația Estoniei, dar ea și-a revenit repede. Deși drepturile țăranilor au fost slăbite prin cucerirea rusească, în 1816 s-a abolit iobăgia în provincia Estonia, și în 1819 și în Livonia.
Ca urmare a abolirii iobăgiei și a disponibilității educației pentru populația băștinașă vorbitoare de estonă, în secolul al XIX-lea s-a dezvoltat o mișcare naționalistă estonă. Ea a început la nivel cultural, având ca rezultat apariția literaturii estone, a teatrului în limba estonă și a muzicii culte, și a dus la formarea unei identități naționale estone și a unei perioade de redeșteptare națională. Printre liderii acestei mișcări s-au numărat Johann Voldemar Jannsen, Jakob Hurt⁠(d) și Carl Robert Jakobson⁠(d). Mișcarea națională estonă a fost în mare măsură îndreptată împotriva germanilor baltici și în special a nobilimii germane baltice.
Între principalele realizări s-au numărat publicarea poemului epic național, Kalevipoeg⁠(d), în 1862, și organizarea primului festival național muzical în 1869. Ca răspuns la o perioadă de rusificare în Rusia țaristă din anii 1890, naționalismul eston a luat o dimensiune politică, intelectualii cerând la început o autonomie lărgită și apoi independență totală față de Imperiul Rus.

### Declarația de independență

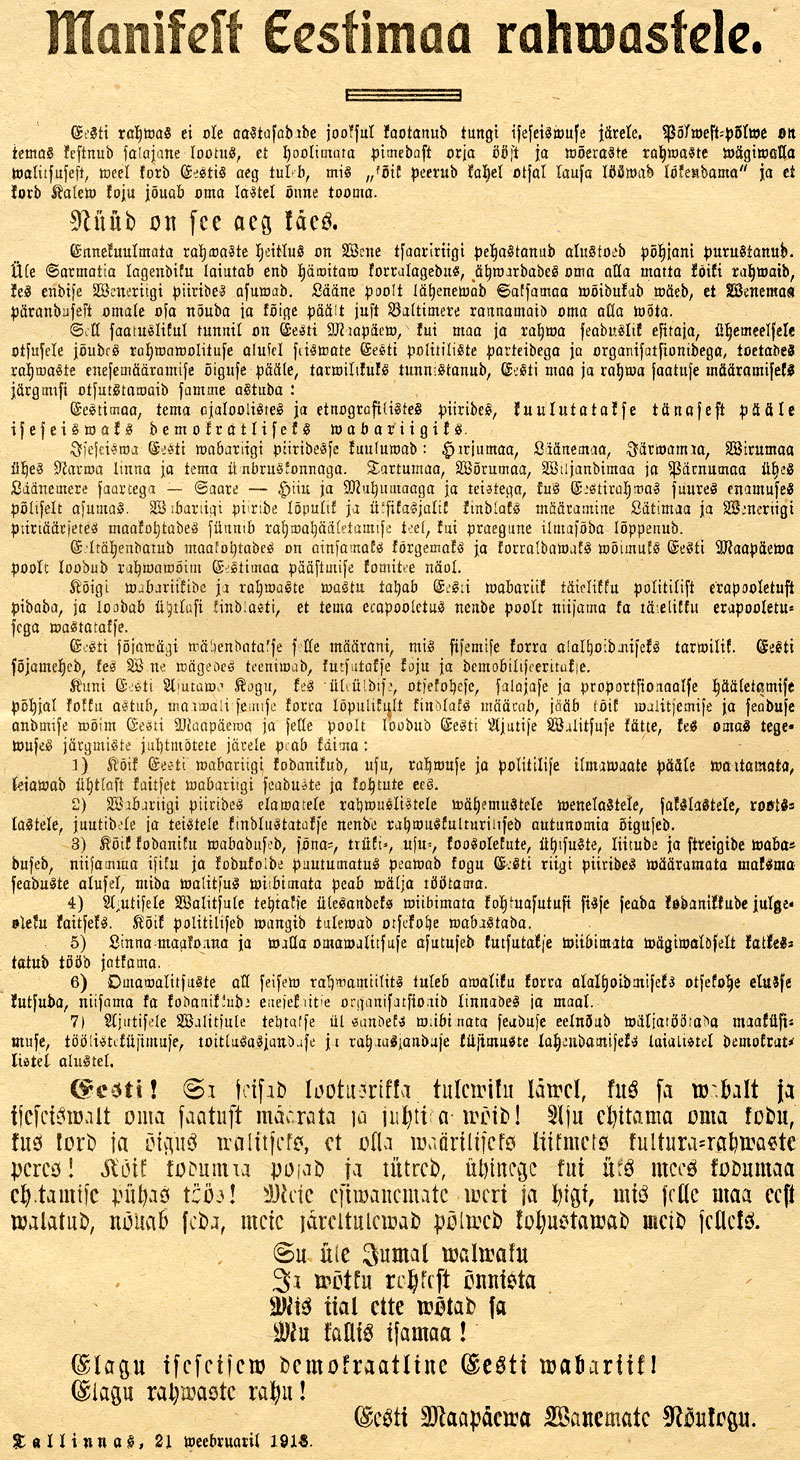
Declarația de independență

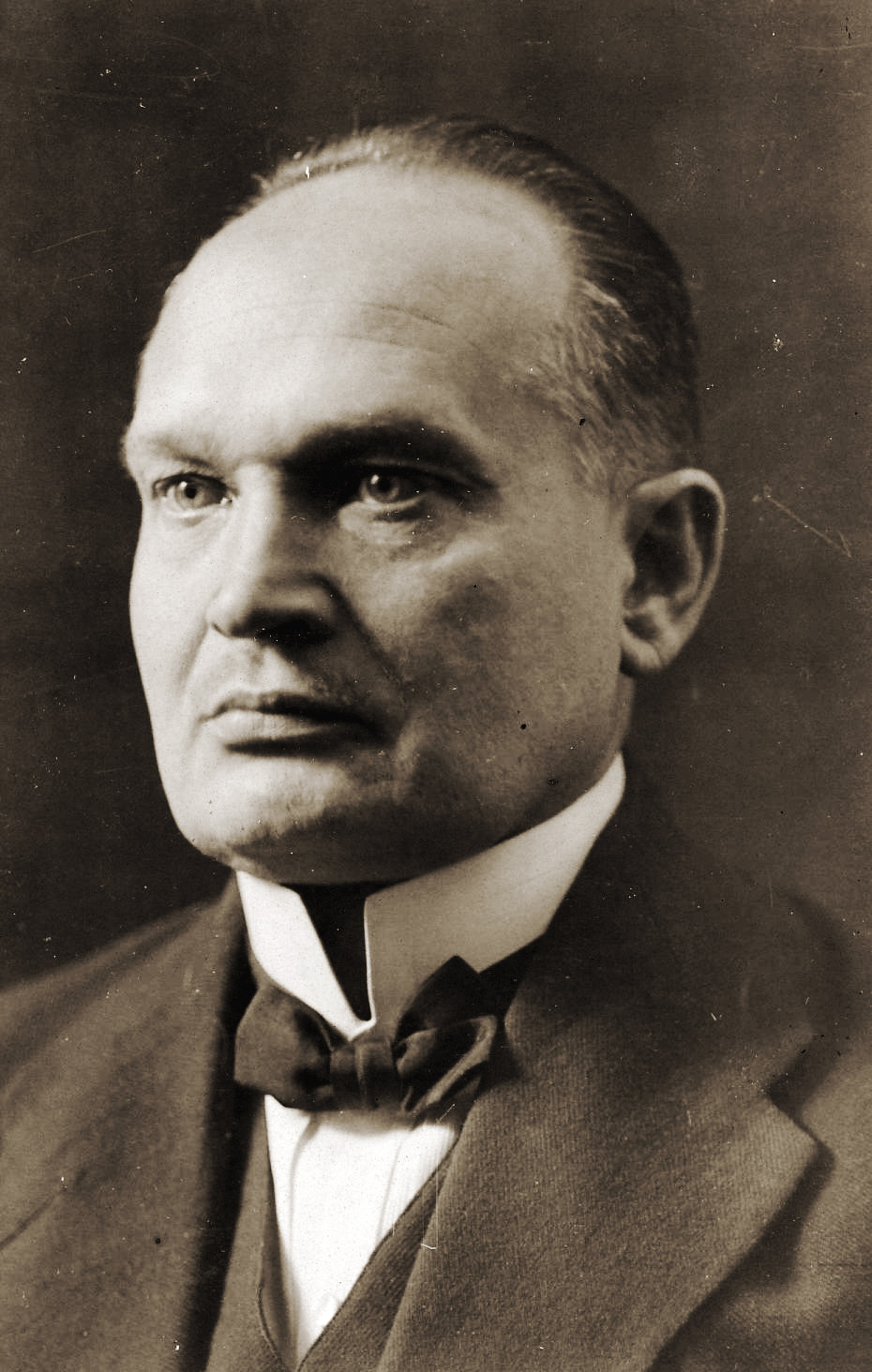
Konstantin Päts (1874-1956) a fost cel mai influent om politic în timpul primei republici independente

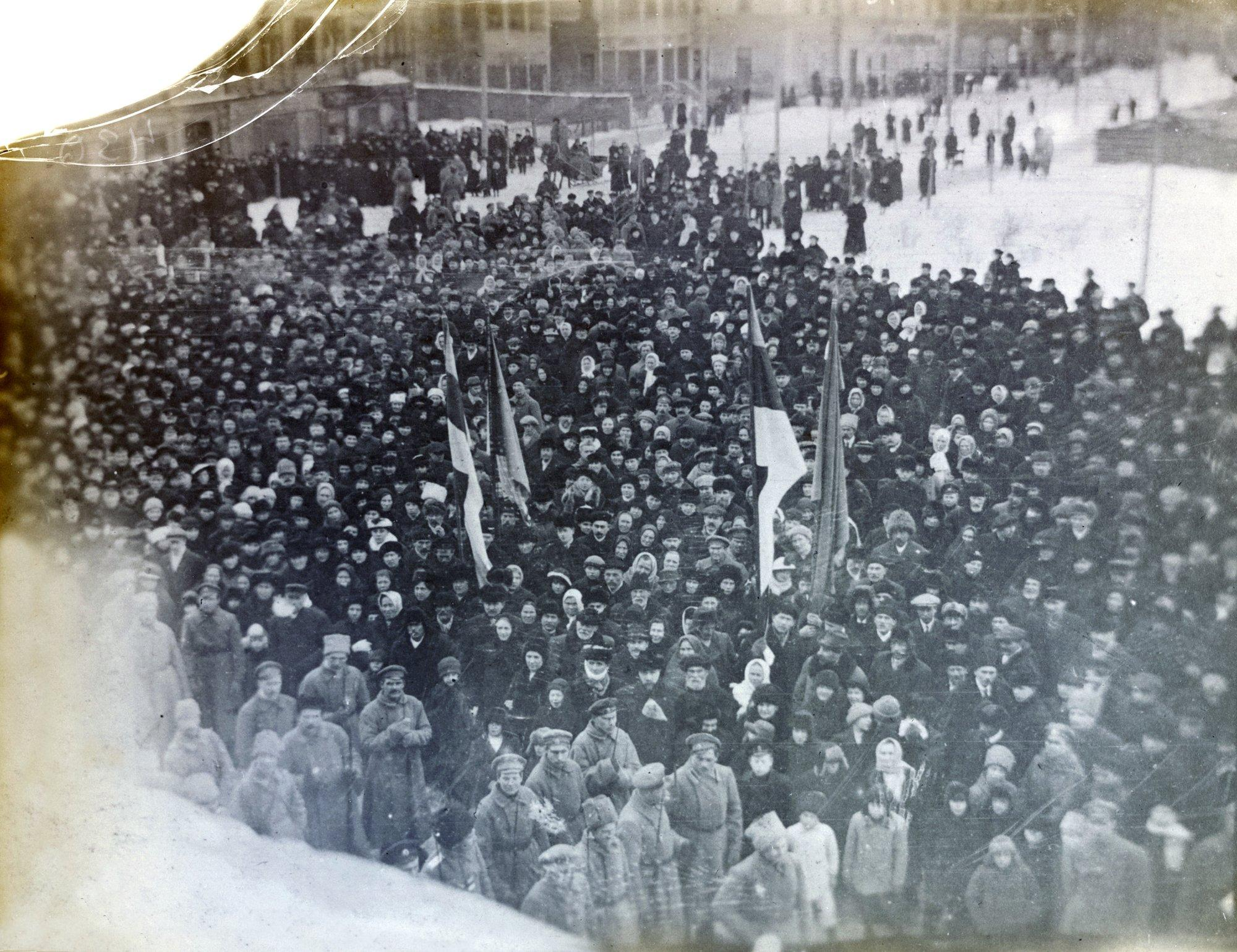
Declararea independenței Estoniei la Pärnu în 23 februarie 1918. Una dintre primele imagini din republica independentă.

După lovitura de stat bolșevică din Rusia, la Revoluția din Octombrie 1917 și după victoriile germane împotriva armatei ruse, între retragerea Armatei Roșii și înaintarea trupelor germane, Comitetul Bătrânilor din Maapäev⁠(d) a adoptat declarația de independență a Estoniei la Pärnu la 23 februarie și la Tallinn la 24 februarie 1918.
După victoria în Războiul de Independență a Estoniei, dus atât împotriva Rusiei sovietice cât și împotriva germanilor din Freikorps și voluntarilor din Baltische Landeswehr⁠(d), la 2 februarie 1920 s-a semnat tratatul de pace de la Tartu. Republica Estonia a fost recunoscută (de jure) de Finlanda la 7 iulie 1920, de Polonia la 31 decembrie 1920, de Argentina la 12 ianuarie 1921 și de celelalte țări ale Antantei la 26 ianuarie 1921.
Estonia și-a păstrat independența timp de 22 de ani. La început democrație parlamentară, parlamentul (Riigikogu) a fost desființat în 1934, după frământările politice produse de Marea Criză Economică. Ulterior, țara a fost condusă prin decrete de Konstantin Päts⁠(d), devenit în 1938 președinte, odată cu reluarea alegerilor legislative.

### Al Doilea Război Mondial
Soarta Estoniei în al Doilea Război Mondial a fost hotărâtă de Pactul Ribbentrop-Molotov și protocolul său adițional secret din august 1939. Victimele războiului, estimate la circa 25% din populația totală a Estoniei, au fost printre cele mai mari din Europa. Războiul și ocupația au condus la moartea a circa 90.000 de persoane. Aici sunt incluse victimele deportărilor sovietice din 1941, ale deportărilor germane din timpul ocupației și cele ale Holocaustului.
Al Doilea Război Mondial a început cu invadarea și dezmembrarea unui important aliat regional al Estoniei — Polonia, printr-o operațiune comună a Germaniei Naziste și a Uniunii Sovietice.

#### Ocupația sovietică
Soarta Estoniei înainte de al Doilea Război Mondial a fost hotărâtă de Pactul Ribbentrop-Molotov din august 1939, prin care Iosif Stalin a primit acordul lui Adolf Hitler pentru împărțirea Europei de Est în „sfere de interes special”, conform protocolul adițional secret al pactului.
La 24 septembrie 1939, vasele de război ale Marinei Roșii au apărut în largul porturilor estone, iar bombardierele sovietice au început să patruleze deasupra Tallinnului și zonei înconjurătoare. Guvernul eston a fost obligat să accepte un acord prin care URSS primea permisiunea de a înființa baze militare și de a staționa 25.000 de soldați pe pământ eston în scop de „apărare reciprocă”. La 12 iunie 1940, Flota Baltică a marinei sovietice a primit ordinul de a efectua o blocadă militară totală asupra Estoniei.
La 14 iunie 1940, în timp ce atenția lumii era concentrată pe căderea Parisului în mâinile Germaniei Naziste cu o zi în urmă, blocada militară sovietică împotriva Estoniei a intra în vigoare, două bombardiere sovietice au doborât avionul finlandez de pasageri „Kaleva” care zbura de la Tallinn la Helsinki, transportând trei valize diplomatice de la Legațiile S.U.A. din Tallinn, Riga și Helsinki. La 16 iunie 1940, Uniunea Sovietică a invadat Estonia. Armata Roșie a ieșit din bazele sale militare din Estonia în ziua de 17 iunie. A doua zi, în țară au mai pătruns circa 90.000 de militari. În fața forței sovietice copleșitoare, guvernul eston a capitulat la 17 iunie 1940 pentru a evita vărsarea de sânge.
Ocupația militară a Estoniei a fost complet instaurată la 21 iunie 1940.
Mare parte din Forța de Apărare a Estoniei a capitulat conform ordinelor guvernului eston, considerând că rezistența este inutilă și au fost dezarmate de Armata Roșie. Doar Batalionul Independent de Semnalizare staționat în Tallinn pe strada Raua a opus rezistență Armatei Roșii și milițiilor comuniste intitulate „Autoapărarea Poporului” la 21 iunie 1940. În timp ce Armata Roșie a adus întăriri suplimentare, formate din șase blindate, bătălia a durat mai multe ore, până la apusul Soarelui. În cele din urmă, rezistența armată a încetat după negocieri și Batalionul Independent s-a predat și a fost dezarmat. 2 militari estoni au murit, Aleksei Männikus și Johannes Mandre, și mai mulți au fost răniți, în timp ce sovieticii au pierdut 10 morți și mai mulți răniți. Milițiile sovietice care au participat la luptă au fost conduse de Nikolai Stepulov.
La 6 august 1940, Estonia a fost anexată ilegal de Uniunea Sovietică sub numele de RSS Estonă. Prevederile constituției estone ce impuneau un referendum popular pentru a hotărî aderarea la un organism supranațional au fost ignorate. În schimb, votul pentru intrarea în URSS a fost decis de parlamentarii aleși în scrutinul falsificat cu o lună în urmă, sub ocupație sovietică. Cei care nu și-au făcut „datoria politică” de a vota pentru intrarea Estoniei în URSS, adică cei care nu au avut pașapoartele ștampilate la vot, au fost condamnați la moarte de tribunalele sovietice. Represaliile ce au urmat au constat în deportările sovietice începute la 14 iunie 1941. Mulți dintre liderii politici și intelectuali ai țării au fost uciși sau deportați în zone îndepărtate ale Uniunii Sovietice de către autoritățile bolșevice în anii 1940–1941. Acțiunilor de represiune le-au căzut victime mii de persoane.
Când Germania Nazistă a declanșat Operațiunea Barbarossa împotriva Uniunii Sovietice, circa 34.000 de tineri estoni au fost încorporați cu forța în Armata Roșie. Mai puțin de 30% dintre ei au supraviețuit războiului. Deținuții politici care nu au putut fi evacuați au fost executați de către NKVD.
Multe țări, între care SUA și Regatul Unit, nu au recunoscut de jure anexarea Estoniei de URSS. Aceste țări au recunoscut diplomații și consulii estoni care încă mai funcționau în numele guvernului lor. Asemenea diplomați au existat în această situație anormală până la restaurarea independenței Țărilor Baltice.
Politicienii ruși contemporani neagă că anexarea Republicii Estonia la Uniunea Sovietică în 1940 a fost ilegală. Ei afirmă că trupele sovietice au pătruns în Estonia în 1940 în urma acordurilor și cu consimțământul guvernului eston, indiferent de cum se interpretează astăzi acea acțiune. Ei susțin că URSS nu era în stare de război și nu desfășura acțiuni de luptă pe teritoriul Estoniei, și deci nu este vorba de nicio ocupație. Varianta oficială sovietică, menținută și astăzi de către Rusia, susține că Estonia a renunțat voluntar la independență. Luptătorii pentru independență din 1944–1976 au fost etichetat drept „bandiți” sau „naziști”. Poziția Rusiei nu este recunoscută internațional.

#### Ocupația germană

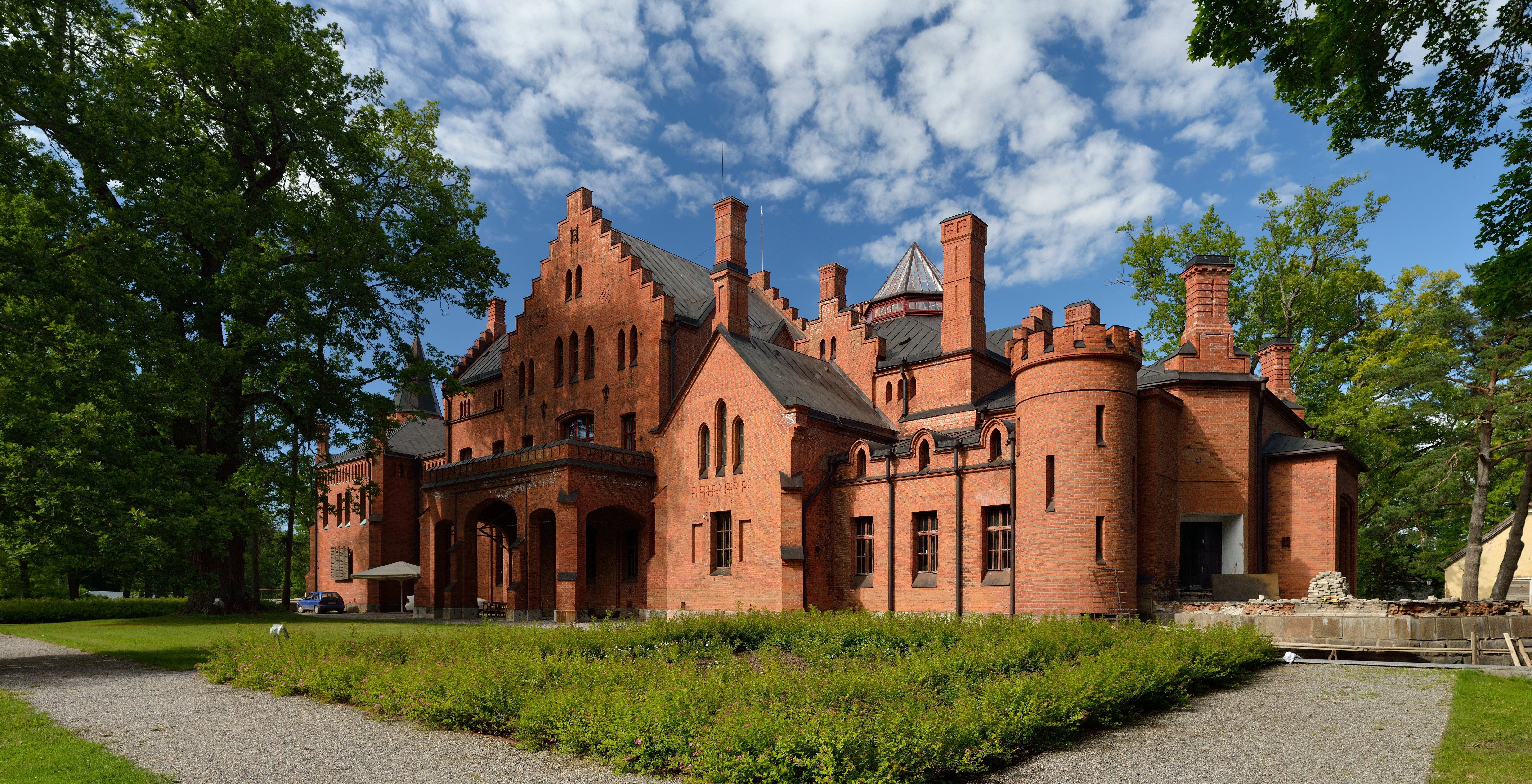
Estonia este celebră pentru numeroasele conace în care trăia elita germană baltică.

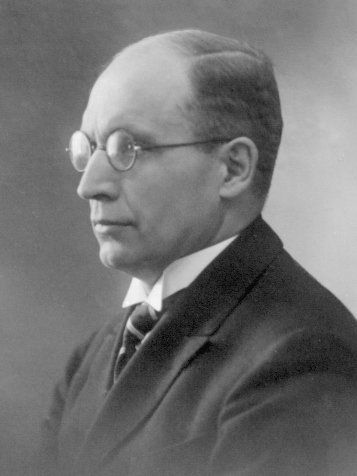
Jüri Uluots

După ce Germania a invadat Uniunea Sovietică la 22 iunie 1941, Wehrmachtul a reușit să pătrundă în Estonia în decurs de câteva zile. Armata germană a trecut frontiera sudică a Estoniei la 7 iulie. Armata Roșie s-a retras dincolo de linia râul Pärnu – Emajõgi⁠(d) la 12 iulie. La sfârșitul lui iulie, germanii au reluat înaintarea în Estonia în tandem cu Frații Pădurii, rezistența antibolșevică estonă. Atât trupele germane cât și partizanii estoni au cucerit Narva la 17 August și capitala estonă Tallinn la 28 august. După ce sovieticii au fost îndepărtați din Estonia, trupele germane au dezarmat toate grupările de partizani.
Deși la început germanii au fost percepuți de estoni ca eliberatori față de URSS și față de represaliile sovietice, și au reapărut speranțe pentru restaurarea independenței țării, în curând ei au realizat că germanii nu erau decât o altă putere ocupantă. Germanii au folosit resursele Estoniei în efortul lor de război; pe durata ocupației, Estonia a fost incorporată în provincia nazistă Ostland.
Aceasta i-a făcut pe mulți estoni, care nu doreau să ia partea naziștilor, să se înroleze în Armata Finlandeză în lupta sa împotriva Uniunii Sovietice. Regimentul 200 Infanterie al armatei finlandeze a fost format din voluntari estoni refugiați în Finlanda. Deși numeroși estoni au fost recrutați forțat în armata germană (inclusiv în Divizia 20 Grenadieri Waffen — 1 Estonă a SS), majoritatea au intrat în luptă abia în 1944, când devenise iminentă o nouă invazie a Estoniei de către Armata Roșie și era clar că Germania Nazistă nu mai avea cum să câștige războiul.
Până în ianuarie 1944, frontul a fost împins înapoi de Armata Sovietică până la fost frontieră a Estoniei. Narva a fost evacuată. Jüri Uluots, ultimul prim ministru legitim al Republicii Estonia (conform Constituției Republicii Estonia) înainte de căderea ei în mâinile sovieticilor în 1940, a ținut un discurs la radio prin care a făcut apel tuturor bărbaților capabili și născuți între 1904 și 1923 să se prezinte pentru serviciul militar (anterior, Jüri Uluots se opusese mobilizării armatei estone.) Apelul a primit susținere din partea estonilor din toată țara: 38.000 de voluntari au umplut centrele de recrutare.
Mai multe mii de estoni care luptaseră ca voluntari în armata finlandeză s-au întors peste Golful Finlandei și s-au alăturat noii Forțe de Apărare Teritorială, cu scopul de a apăra Estonia împotriva înaintării sovietice. Existau speranțe că, angajându-se într-un astfel de război, Estonia va atrage suportul puterilor occidentale pentru cauza independenței Estoniei față de URSS și astfel va reuși să își conserve independența.

### Estonia sovietică
Forțele sovietice au recucerit Estonia în toamna lui 1944, după lupte grele în nord-estul țării pe râul Narva, pe Linia Tannenberg (Sinimäed), în sud-estul Estoniei, pe râul Emajõgi, și în Arhipelagul Eston.
În fața reocupării țării de către Armata Roșie, zeci de mii de estoni (inclusiv o majoritate a intelectualilor, circa 80.000 de persoane în total) au ales fie să se retragă cu germanii, fie să fugă în Finlanda sau Suedia. La 12 ianuarie 1949, Consiliul de Miniștri al URSS a emis un decret „de expulzare și deportare” din Țările baltice a „[tuturor] culacilor cu familiile lor, familiilor bandiților și naționaliștilor”, și a altor „dușmani ai poporului”.
Peste 200.000 de oameni au fost deportați din regiunea baltică în anii 1940–1953. În plus, cel puțin 75.000 au fost trimiși în Gulag. Peste 10% din întreaga populație adultă a regiunii baltice a fost deportată sau trimisă în lagărele sovietice de muncă forțată. Ca răspuns la continuarea insurgenței antisovietice, peste 20.000 de estoni au fost deportați cu forța fie în lagărele de muncă, fie în Siberia (vezi Gulag). În cele câteva săptămâni ce au urmat, aproape toate gospodăriile rurale au fost colectivizate.
După al Doilea Război Mondial, cu scopul de a integra complet Țările Baltice în Uniunea Sovietică, s-au efectuat deportări masive și s-a încurajat imigrația în zonă a unor cetățeni din alte părți ale URSS. Pe lângă pierderile umane și materiale suferite din cauza războiului, mii de civili au fost uciși și zeci de mii de oameni au fost deportați din Estonia de către autoritățile sovietice până la moartea lui Iosif Stalin în 1953.
Jumătate din cei deportați au murit, iar cealaltă jumătate nu a primit permisiunea de a se întoarce decât la începutul anilor 1960 (mai mulți ani după moartea lui Stalin). Diversele activități represive ale forțelor sovietice din anii 1940–1941 și de după reocupare au declanșat un război de gherilă împotriva autorităților sovietice de către „Frații Pădurii” (în estonă metsavennad), grupare formată în principal din veterani de război estoni care luptaseră în armatele finlandeză și germană, precum și din unii civili. Acest conflict a continuat până la începutul anilor 1950. Pagubele materiale produse de războiul mondial și de perioada sovietică ce a urmat au încetinit semnificativ creșterea economică a Estoniei, ceea ce a avut ca rezultat o diferență crescândă între calitatea vieții în Estonia și cea din statele învecinate Finlanda și Suedia.
Militarizarea a fost un alt aspect al regimului sovietic. Părți mari din țară, mai ales zonele de coastă, au fost închise pentru toată lumea, cu excepția armatei sovietice. Majoritatea țărmului Mării Baltice și toate insulele (inclusiv Saaremaa și Hiiumaa) au fost declarate „zone de frontieră”. Cei care nu locuiau în acele zone nu aveau voie să pătrundă acolo fără permisiune specială. O importantă instalație militară închisă a fost orașul Paldiski, care era în întregime închis publicului. Orașul avea o bază de suport pentru submarinele din Flota sovietică a Mării Baltice și mai multe baze militare, inclusiv un centru de antrenament pe submarine nucleare, dotat cu un model în mărime naturală al unui submarin nuclear cu reactori nucleari funcționali. Clădirea reactorilor de la Paldiski a trecut sub control eston în 1994 după ce ultimele trupe rusești au părăsit țara. Un alt efect al ocupației sovietice a fost imigrația. Sute de mii de imigranți au fost aduși în Estonia din alte părți ale Uniunii Sovietice pentru a susține industrializarea și militarizarea, contribuind la o creștere demografică de circa jumătate de milion de oameni în 45 de ani.

### Independența

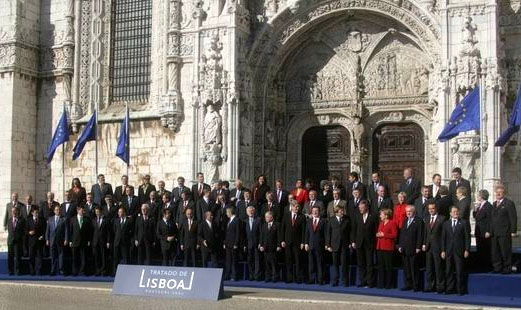
Estonia a aderat la Uniunea Europeană în 2004 și a semnat Tratatul de la Lisabona în 2007.

SUA, Regatul Unit, Franța, Italia și majoritatea democrațiilor occidentale au considerat mereu ca fiind ilegală anexarea Estoniei de către URSS. Ele au menținut relațiile diplomatice cu reprezentanții Republicii Estonia independente, nerecunoscând niciodată de jure existența RSS Estone, și nici că Estonia ar fi legal parte constituentă a Uniunii Sovietice. Restaurarea independenței Estoniei a devenit posibilă atunci când Uniunea Sovietică s-a confruntat cu probleme ale regimului intern, slăbindu-și autoritatea asupra teritoriilor ocupate de la marginea imperiului. De-a lungul anilor 1980, mișcarea pentru lărgirea autonomiei Estoniei a început. În perioada inițială, 1987–1989, ea a fost în parte pentru independență economică, dar pe măsură ce Uniunea Sovietică a slăbit și a devenit din ce în ce mai evident că numai independența va fi satisfăcătoare, țara s-a înscris pe drumul totalei autodeterminări.
În 1989, în timpul „Revoluției Cântate”, într-o cunoscută demonstrație pentru independență, denumită Lanțul Baltic, s-a format un lanț uman de peste două milioane de persoane, prin Lituania, Letonia și Estonia. Toate cele trei țări au avut experiențe similare ale ocupației sovietice și aspirații similare pentru redobândirea independenței. Declarația Suveranității Estoniei a fost emisă la 16 noiembrie 1988 iar independența a fost declarată oficial la 20 august 1991, reconstituind statul dinainte de 1940, în contextul tentativei de lovitură de stat militară de la Moscova. Uniunea Sovietică a recunoscut independența Estoniei la 6 septembrie 1991. Prima țară care a recunoscut diplomatic independența Estoniei a fost Islanda. Ultimele trupe rusești de ocupație au părăsit țara la 31 august 1994.
Estonia a aderat la Uniunea Europeană în cadrul lărgirii de la 1 mai 2004 a Uniunii, cea mai mare lărgire a UE, atât ca populație, cât și ca teritoriu (deși nu și în termeni de PIB), prin aderarea a zece țări. Tratatul de Aderare fusese semnat la 16 aprilie 2003.

## Geografie

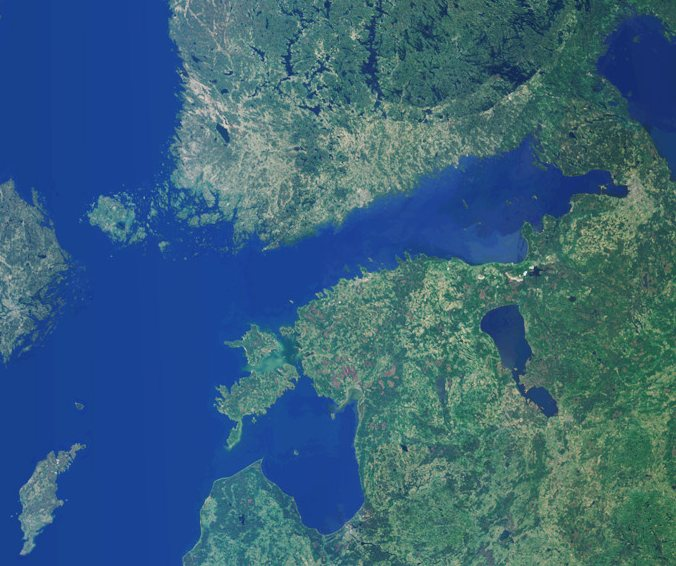
Imagine din satelit a Estoniei

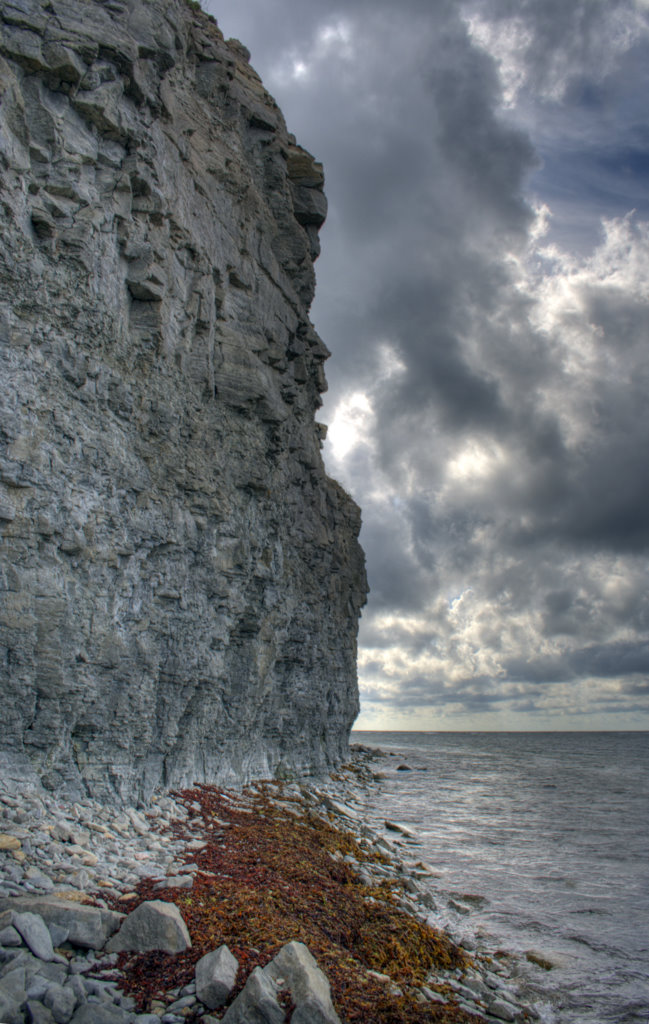
Coasta nordică a Estoniei este formată în principal dintr-un litoral stâncos din calcar.

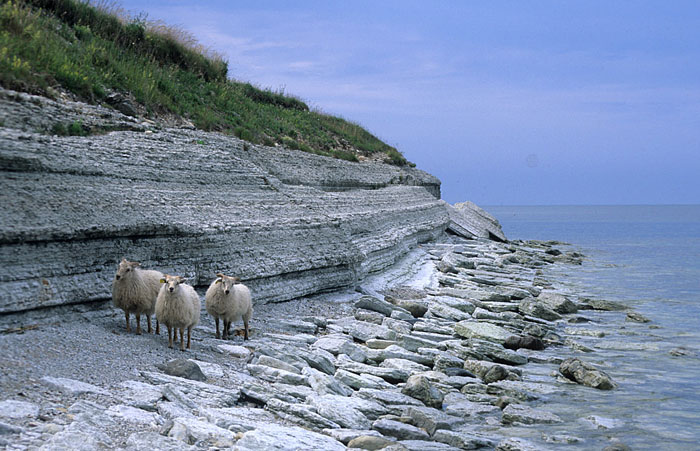
(în) este una din multiplele insule din apele teritoriale ale Estoniei.

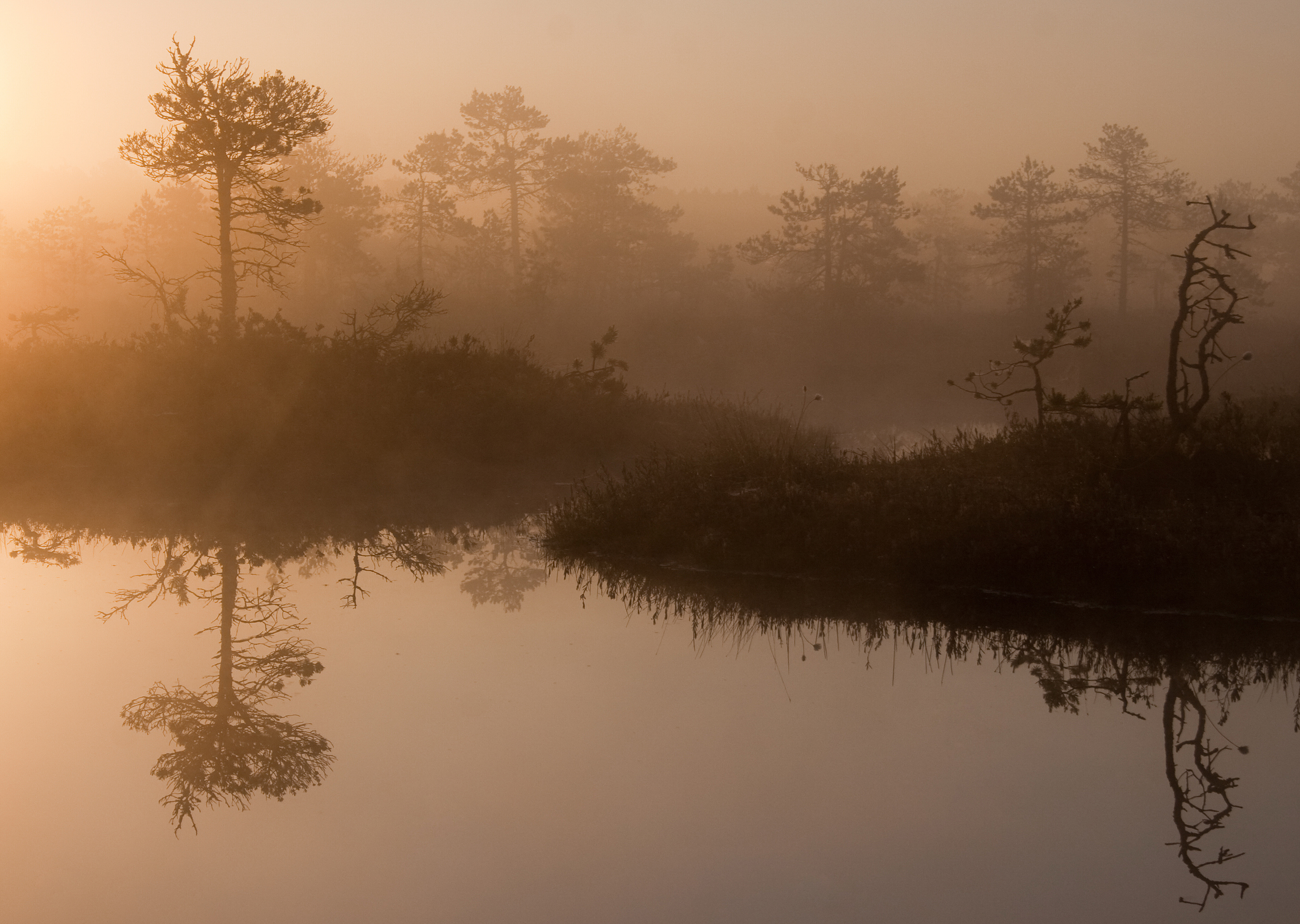
Sunt circa 7.000 de mlaștini în Estonia, și ele acoperă până la 22,3% din teritoriul țării.

Frontiera terestră a Estoniei cu Letonia se întinde pe 267 kilometri; frontiera cu Rusia are 290 kilometri. Între 1920 și 1945, granițele Estoniei cu Rusia, stabilite prin Tratatul de Pace de la Tartu din 1920, se întindeau și la nord-est de râul Narva, cuprinzând orașul Peciorî (Petseri) din sud-est. Acest teritoriu, de circa 2.300 km², a fost înglobat de Stalin Rusiei la sfârșitul celui de al Doilea Război Mondial. Din acest motiv, frontiera între Estonia și Rusia nu este definită nici astăzi.
Estonia se află pe malul estic al Mării Baltice, la sud de Golful Finlandei, în partea de nord-vest a platformei Est-Europene între 57,3° și 59,5° latitudine nordică și 21,5° și 28,1° longitudine estică. Altitudinea medie este de doar 50 m și cel mai înalt punct al țării este dealul Suur Munamägi din sud-estul țării, cu o altitudine de 318 m. Țara deține 3.794 km de coastă, marcată cu numeroase golfuri, strâmtori și peninsule. Numărul insulelor și insulițelor este estimat a se ridica la circa 1.500. Două dintre ele sunt suficient de mari pentru a constitui regiuni administrative: Saaremaa și Hiiumaa. Pe insula Saaremaa se găsește un cluster recent de cratere de meteoriți, dintre care cel mai mare este craterul Kaali.
Estonia se află în nordul zonei de climă temperată și în zona de tranziție între clima maritimă și cea continentală.  Iarna începe la mijlocul lui decembrie și ține până la jumătatea lui martie. Iernile au temperaturi medii de   -1,1 − -3,8  °C. Verile sunt însorite și nu foarte calde, serile și nopțile pot fi răcoroase. Temperaturile medii pe timpul verii sunt în jur de 22°C-24°C, temperaturile extreme în jur de 35°C. 
Temperatura medie anuală în Estonia este de 6,4 °C. Precipitațiile medii anuale în perioada 1961–1990 s-au înscris în intervalul 535–727 mm.
Zăpada, al cărui strat este de regulă mai mare în sud-estul țării, durează de la jumătatea lui decembrie până la sfârșitul lui martie. Estonia are peste 1.400 de lacuri. Majoritatea sunt foarte mici, cel mai mare, lacul Peipsi, având o suprafață de 3.555 km². Cele mai mare râuri ale țării sunt Võhandu (162 km), Pärnu (144 km) și Põltsamaa (135 km). Estonia are numeroase zone mlăștinoase.
Din punct de vedere fitogeografic, Estonia este împărțită între provinciile Central-Europeană și Est-Europeană ale Regiunii Circumboreale din Regatul Boreal. Conform WWF, teritoriul Estoniei aparține ecoregiunii pădurilor de amestec sarmatice.

### Împărțirea administrativă

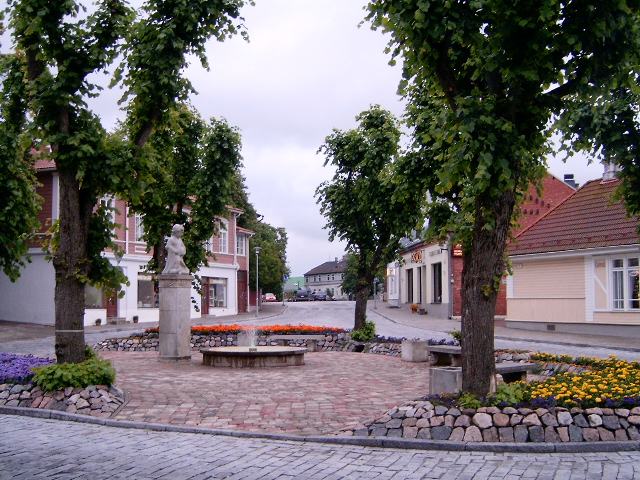
Centrul istoric din Haapsalu

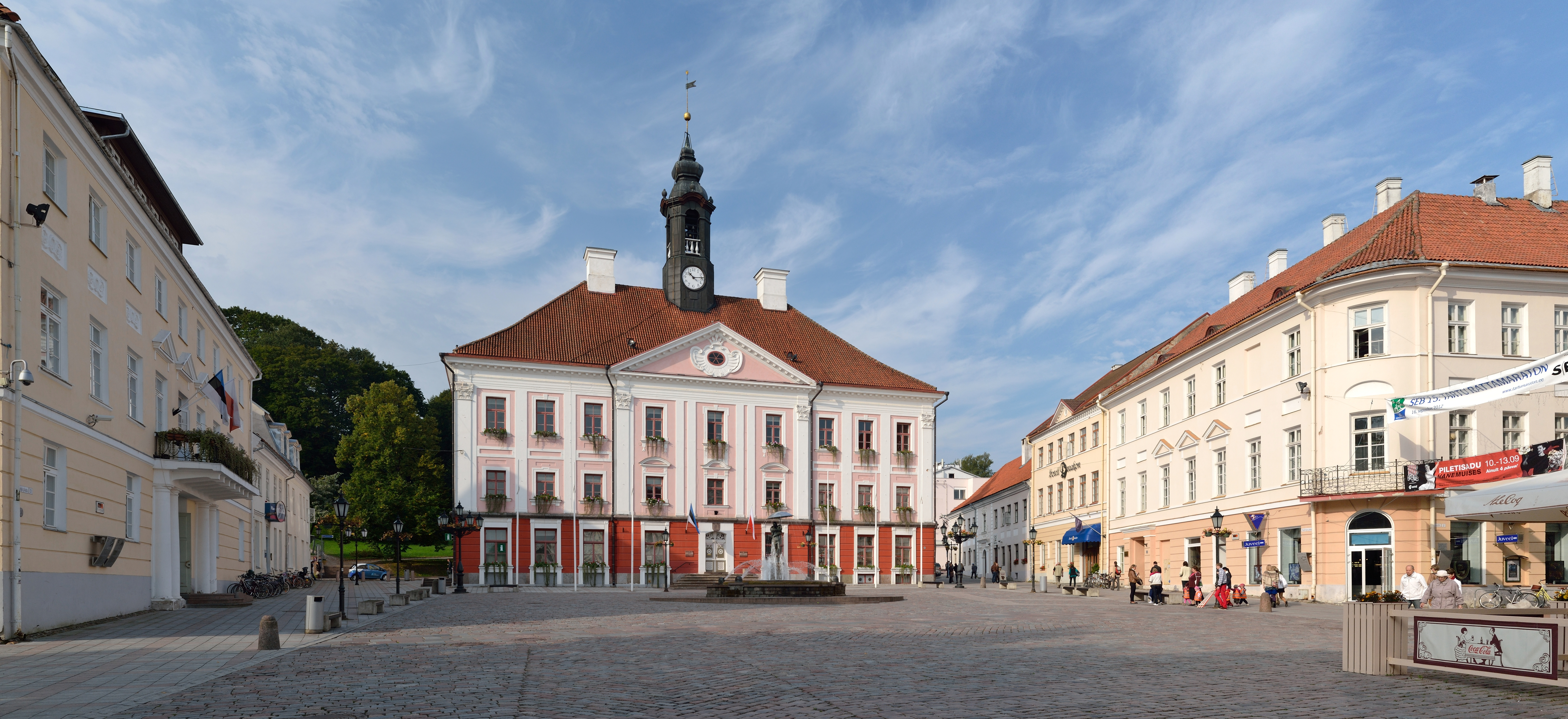
Primăria orașului Tartu

Republica Estonia este împărțită în regiuni (Maakonnad), subdiviziuni administrative ale țării. Prima atestare documentară a subdiviziunilor politice și administrative ale Estoniei provine din Cronica lui Henric din Livonia, scrisă în secolul al XIII-lea în timpul cruciadelor Nordului.
Maakond-ul (regiune) este cea mai mare diviziune administrativă. Guvernul regional (Maavalitsus) al fiecărei regiuni este condus de un guvernator regional (Maavanem), care reprezintă guvernul național la nivel de regiune. Guvernatorii sunt numiți de guvernul central și au mandate de cinci ani. S-au efectuat mai multe schimbări asupra limitelor regiunilor după independența Estoniei, în special înființarea regiunii Valga (din părți ale regiunilor Võru, Tartu și Viljandi).
În timpul ocupației sovietice, fosta regiune Petseri (obținută de Estonia prin tratatul de la Tartu din 1920) a fost anexată și cedată RSFS Ruse în 1945, ea devenind unul din raioanele regiunii Pskov. Regiunile au fost reînființate la 1 ianuarie 1990 în granițele raioanelor sovietice. Din cauza numeroaselor diferențe între împărțirile administrative (dinainte de 1940 și chiar dinainte de 1918), vechile regiuni încă mai constituie regiuni istorice și etnografice, cu specific cultural și etnolingvistic.
Estonia este împărțită în 15 regiuni (maakond). Fiecare regiune este împărțită mai departe în comune (omavalitsus), care sunt cele mai mici unități administrative ale Estoniei. Există două tipuri de comune: comune urbane — linn („oraș”), și comunele rurale — vald („parohie”). Nu există însă altă distincție de statut între ele. Toate comunele sunt unități autoguvernate cu organisme reprezentative și executive proprii. Comunele din Estonia acoperă întreg teritoriul țării.
O comună poate conține una sau mai multe așezări. Orașul Tallinn este împărțit și el în opt districte (linnaosa) cu un nivel limitat de autoguvernare (Haabersti⁠(d), Kesklinn⁠(d) (centru), Kristiine⁠(d), Lasnamäe⁠(d), Mustamäe⁠(d), Nõmme⁠(d), Pirita și Põhja-Tallinn⁠(d)).
Dimensiunea comunelor variază de la cea a Tallinnului, care are 400.000 de locuitori, la comune foarte mici, cum ar fi Ruhnu cu doar 60. Cum peste două treimi din comune au populația mai mică de 3.000 de locuitori, multe dintre ele consideră că este mai avantajos să colaboreze pentru furnizarea de servicii și pentru îndeplinirea funcțiunilor administrative. S-a cerut o reformă administrativă, prin care comunele mai mici să fie unite pentru a forma unități administrative funcționale, mai mari.
În august 2012, Estonia avea în total 226 de comune, dintre care 33 urbane și 193 rurale.

## Politica
Viața politică estonă se desfășoară în contextul unei republici parlamentare, cu democrație reprezentativă, în care primul ministru este șeful guvernului. Mai multe partide sunt active, cele mai importante dintre ele sunt 4-5 partide mai mari. Durata de viață a unei coaliții guvernamentale este de aproximativ doi ani.

### Parlamentul

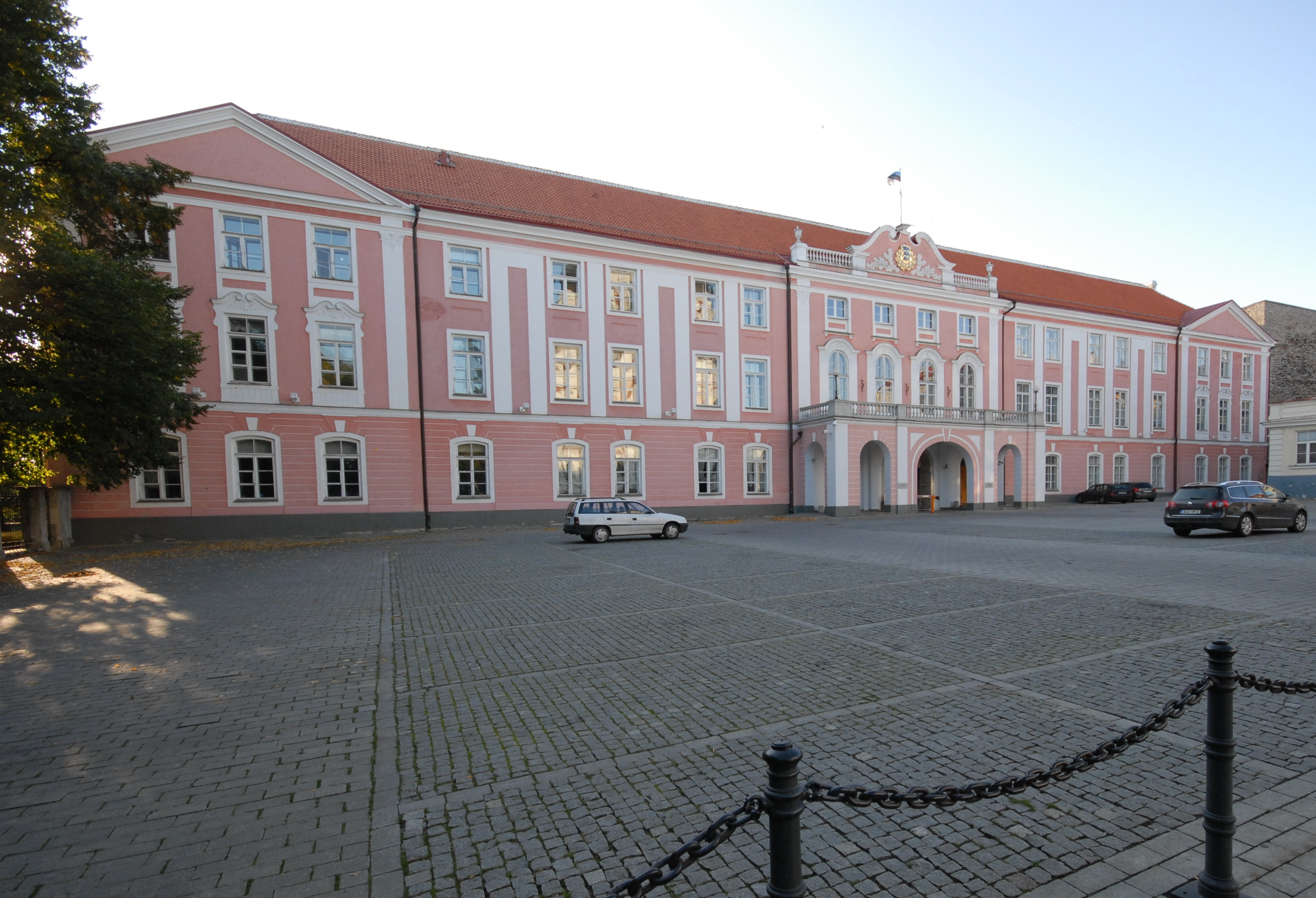
Sediul Parlamentului Estoniei din cetatea Toompea.

Parlamentul Estoniei (în estonă Riigikogu) este ales de cetățeni prin vot direct, proporțional, pe liste, pentru mandate de patru ani. Estonia este o democrație reprezentativă organizată ca republică parlamentară. Sistemul politic eston funcționează în contextul descris de constituția din 1992. Parlamentul eston are 101 membri și influențează guvernarea statului în principal prin adoptarea bugetului. În același timp, parlamentul are dreptul de a prezenta declarații și apeluri adresate cetățenilor Estoniei, de a ratifica și denunța tratate internaționale și de a decide asupra angajării de credite de către guvern.
Riigikogu numește mai mulți oficiali ai statului, inclusiv președintele. Riigikogu numește și, la propunerea președintelui, pe președintele Curții Naționale, pe președintele Comisiei Băncii Estoniei, pe Auditorul General și pe comandantul suprem al Forțelor de Apărare. Membrii Riigikogu-ului au dreptul de a cere explicații de la guvern și de la miniștri. Membrii parlamentului pot astfel să supervizeze activitatea executivului.

### Guvernul

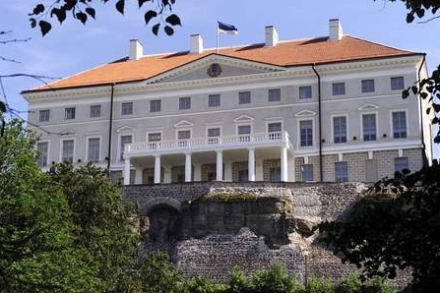
Casa Stenbock, sediul guvernului eston din cetatea Toompea, Tallinn.

Guvernul Estoniei (în estonă Vabariigi Valitsus), ramura executivă, este formată din prim-ministrul Estoniei, nominalizat de președinte și aprobat de parlament. Guvernul exercită puterea în conformitate cu Constituția Estoniei și cu legile țării, și este format din 12 miniștri, inclusiv primul ministru. Primul ministru are dreptul de a numi miniștri suplimentari, fără portofoliu, și de a le da subiecte de lucru. Primul ministru poate numi cel mult 3 astfel de miniștri, întrucât limita maximă numărului de membri ai guvernului este de 15. Cabinetul administrează politica internă și externă a țării, formată de parlament prin legile adoptate; conduce și coordonează activitatea instituțiilor guvernamentale și este răspunzător pentru orice se întâmplă în cadrul autorității puerii executive. Guvernul, condus de primul ministru, reprezintă astfel conducerea politică a țării și ia hotărâri în numele întregului executiv.
Estonia și-a modernizat masiv procesul de guvernare, minimizând birocrația, pe principiul e-guvernare. La alegerile din Estonia se folosește votul prin Internet. Primul scrutin la care s-a votat prin Internet a avut loc în 2005 la alegerile locale și prima utilizare a votului electronic la alegeri legislative a avut loc în 2007, atunci 30.275 de persoane votând prin Internet. Alegătorii pot invalida votul electronic participând la votul simplu dacă doresc. În 2009, Reporteri Fără Frontiere a clasat Estonia pe locul 6 din 175 de țări după Indicele Libertății Presei. În primul raport al Indicelui Libertății Statelor Lumii, Estonia s-a clasat pe primul loc din 159 de țări.

### Legea
Conform Constituției (în estonă Pohiseadus), puterea supremă în stat este în mâinile poporului eston. Acesta își exercită puterea supremă prin alegerile legislative, la care participă cetățenii cu drept de vot. Instanța judecătorească supremă este Curtea Supremă a Estoniei, „Riigikohus”, cu 19 judecători. Președintele Curții Supreme este numit de parlament pe un mandat de nouă ani la propunerea președintelui țării. Oficial, șeful de stat este președintele Estoniei, care promulgă legile adoptate de Riigikogu, având astfel dreptul de a le trimite înapoi în Parlament și de a propune noi legi.
Președintele nu își exercită foarte des aceste prerogative, având în principal un rol ceremonial. Este numit de Riigikogu, cu două treimi din voturi. Dacă niciun candidat nu obține două treimi din voturi, atunci se organizează o adunare electorală formată din 101 de parlamentari și reprezentanți ai consiliilor locale. Ca și celelalte sfere, procesul legislativ eston a fost informatizat.

### Relațiile externe

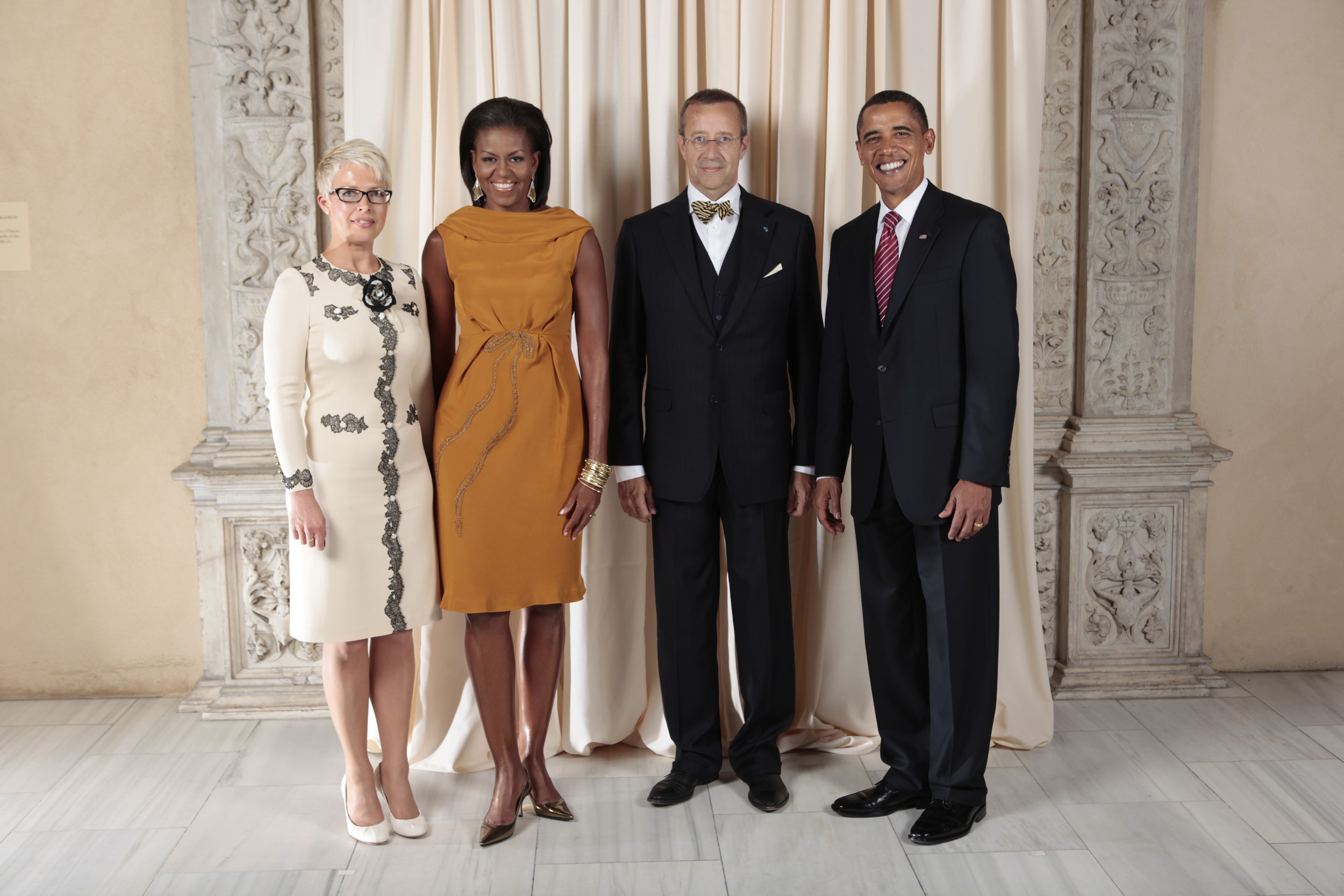
Președintele Toomas Hendrik Ilves, și soția sa, prima doamnă la New York City, împreună cu Barack Obama și prima doamnă a SUA, Michelle Obama, în 2009.

Estonia a fost membră a Ligii Națiunilor începând cu 22 septembrie 1921, și apoi a ONU de la 17 septembrie 1991. A aderat la NATO la 29 martie 2004, și la Uniunea Europeană la 1 mai 2004. Estonia este membră a Organizației pentru Securitate și Cooperare în Europa (OSCE), a Organizației pentru Cooperare și Dezvoltare Economică (OECD), a Consiliului Statelor de la Marea Baltică (CBSS) și a Băncii Nordice de Investiții (NIB). Ca stat participant la OSCE, angajamentele internaționale ale Estoniei sunt supuse monitorizării sub mandatul Comisiei Helsinki. Estonia a semnat și protocolul de la Kyoto.
După redobândirea independenței, Estonia a urmat o politică externă de strânsă cooperare cu partenerii din Europa Occidentală. Cele mai importante două obiective în acest aspect au fost aderarea la NATO și la Uniunea Europeană, realizate în martie și, respectiv, mai 2004. Realinierea internațională a Estoniei către Occident a fost însoțită de o deteriorare generală a relațiilor cu Rusia, ilustrate cel mai bine de scandalul mutării monumentului de bronz în memoria luptătorilor din al Doilea Război Mondial din Tallinn.

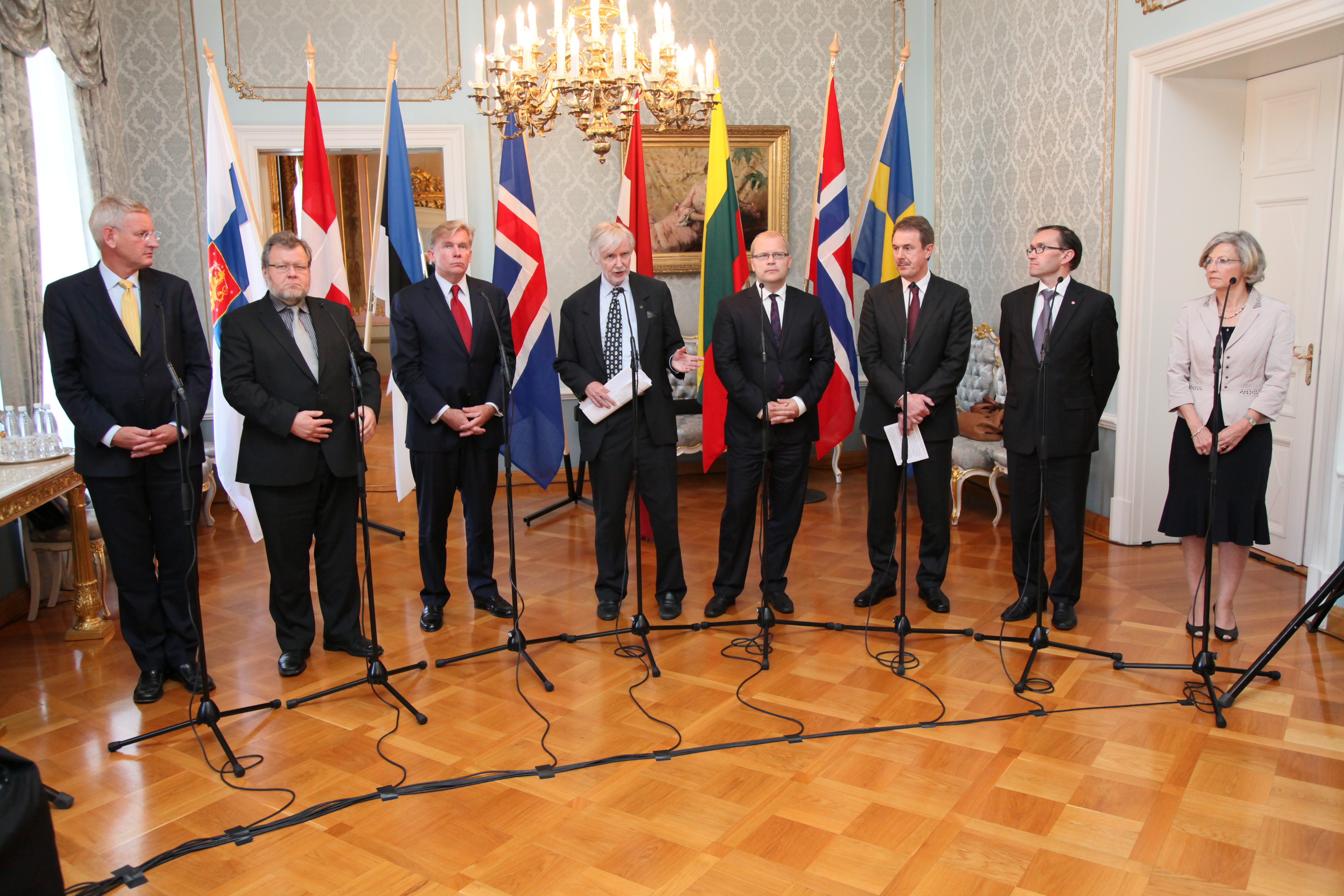
Miniștrii de externe ai țărilor nordice și baltice la Helsinki, 2011

De la începutul anilor 1990, Estonia se implică în cooperarea activă trilaterară a țărilor baltice împreună cu Letonia și Lituania, și în cadrul cooperării nordic-baltice împreună cu țările nordice. Consiliul Baltic este un forum comun al Adunării Baltice interparliamentare și al Consiliului Baltic de Miniștri. Nordic-Baltic Eight (NB-8)⁠(d) este un organism de cooperare a guvernelor Danemarcei, Estoniei, Finlandei, Islandei, Letoniei, Lituaniei, Norvegiei și Suediei. Nordic-Baltic Six (NB-6), un grup format din statele nordic-baltice membre ale UE, este un cadru de întâlniri pe probleme legate de Uniunea Europeană. Cooperarea parlamentară între Adunarea Baltică și Consiliul Nordic a început în 1989. Au loc summituri anuale, și se organizează și întâlniri la multiple niveluri: membri, comisii, prezidii, președinția legislativelor. Consiliul Nordic de Miniștri are un birou la Tallinn cu o filială la Tartu și cu puncte de informare la Narva, Valga și Pärnu. Între proiectele comune nordic-baltice se numără proiectul educațional Nordplus și programele de mobilitate pentru afaceri, industrie și administrație publică.
Un element  din reorientarea Estoniei de după redobândirea independenței a fost apropierea de țările nordice, în special de Finlanda și Suedia. Estonii se consideră mai degrabă popor nordic decât baltic, pe baza legăturilor istorice cu Suedia, Danemarca și în special cu Finlanda. În decembrie 1999, ministrul de externe eston (devenit din 2006, președinte) Toomas Hendrik Ilves a ținut un discurs intitulat „Estonia ca țară nordică” la Institutul Suedez pentru Afaceri Internaționale. În 2003, Ministerul de Externe a găzduit o expoziție intitulată „Estonia: Nordic with a Twist”.
Un element din reorientarea Estoniei de după redobândirea independenței a fost apropierea de țările nordice, în special de Finlanda și Suedia. În decembrie 1999, ministrul de externe eston (devenit din 2006, președinte) Toomas Hendrik Ilves, care este un estonian născut în Suedia, a ținut un discurs intitulat „Estonia ca țară nordică” la Institutul Suedez pentru Afaceri Internaționale. În 2003, Ministerul de Externe a găzduit o expoziție intitulată „Estonia: Nordic with a Twist”.
Țările scandinave au o bună reputație în Europa de astăzi. De asemenea, s-a crezut că ar fi mai bine să vindeți mărfuri estoniene în Occident dacă Estonia ar scăpa de imaginea sa de țară post-sovietică din Europa de Est. Unii estonieni se consideră mai degrabă nordici decât baltici. Limba estonă este înrudită îndeaproape cu finlandeza, și nu cu limbile baltice, iar estonii, ca grup etnic, sunt un popor finic. Nordul Estoniei a făcut parte din Danemarca medievală în secolele al XIII-lea–al XIV-lea, fiind transferată Ordinului Teutonic după Răscoala din Noaptea de Sfântul Gheorghe în 1346. Denumirea capitalei estone, Tallinn, este considerată a proveni din cuvintele estone taani linn, care înseamnă „oraș danez”. Părți din Estonia s-au aflat din nou sub control danez în secolele al XVI-lea–al XVII-lea, înainte de a fi transferate Suedieiîn 1645.
Estonia a făcut parte din Imperiul Suedez între 1561 și 1721. Dominația suedeză a fost cunoscută în Estonia sub denumirea de „bunele vremuri suedeze”. Discursul ambasadorului Suediei, Dag Hartelius, de Ziua Independenței Estoniei din 24 februarie 2009, în care a denumit Estonia „țară nordică” a atras multă atenție în țară și a fost considerat un mare compliment. În plus, ministrul comerțului exterior din Finlanda, Alexander Stubb, a fost citat ca afirmând că Estonia este „o țară nordică distinctă”.
În 1992, comerțul cu Rusia reprezenta 92% din comerțul internațional al Estoniei, dar astăzi există o interdependență economică extinsă între Estonia și vecinii săi nordici: trei sferturi din investițiile străine din Estonia provin din țările nordice (în principal din Finlanda și Suedia), țări în care Estonia trimite 42% din exporturi (față de 6,5% către Rusia, 8,8% către Letonia, și 4,7% către Lituania). Pe de altă parte, sistemul politic eston, cota unică de impozitare a venitului, și modelul său de stat nesocialist o disting clar de țările nordice și de modelul nordic și de multe alte țări europene.
Agenția Uniunii Europene pentru sisteme IT pe scară largă își are sediul la Tallinn, și funcționează de la sfârșitul anului 2012. Estonia a deținut președinția Consiliului Uniunii Europene în a doua jumătate a anului 2017.

### Armata

Estonia face parte din Grupul de Luptă Nordic.

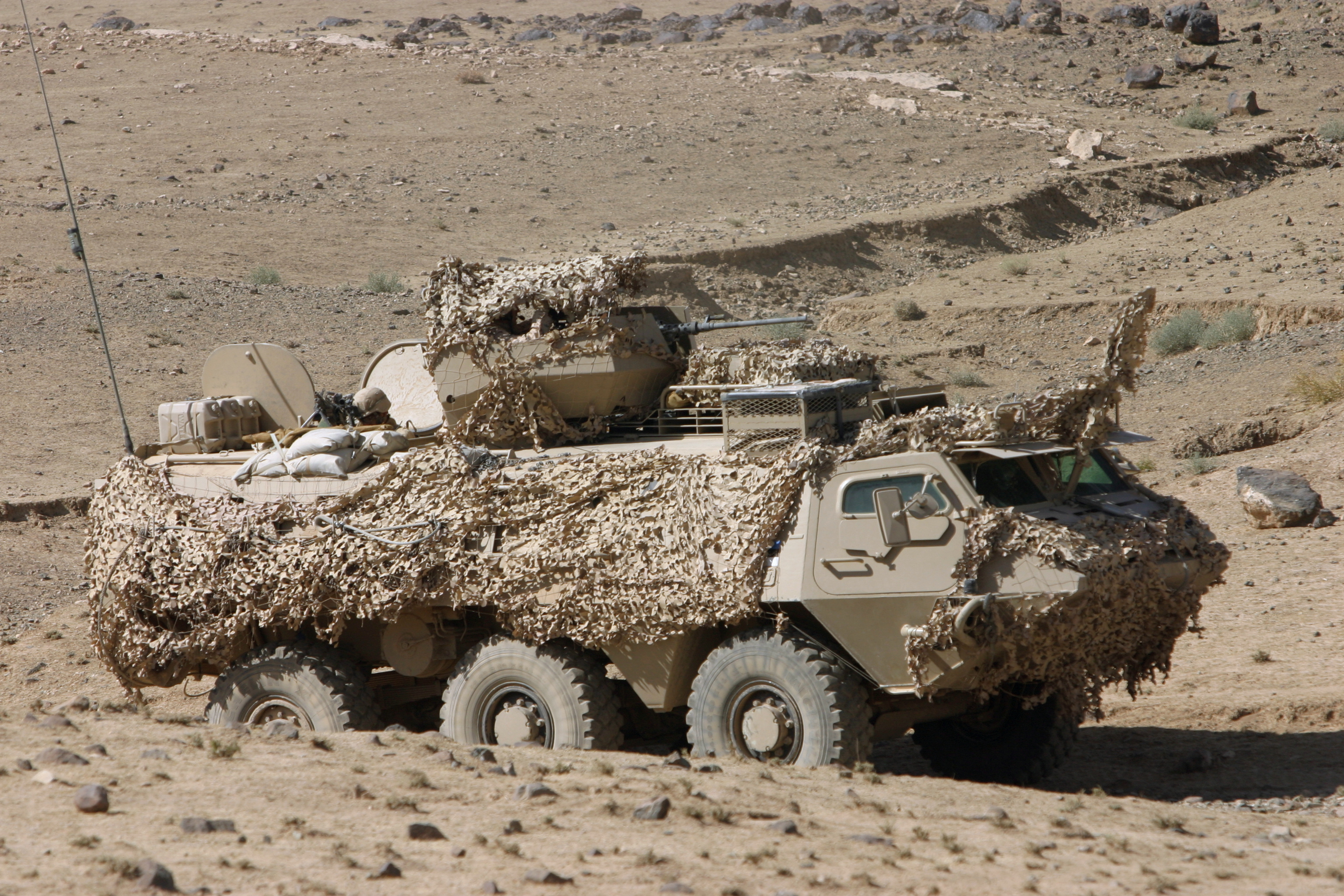
XA-180 eston în Afganistan.

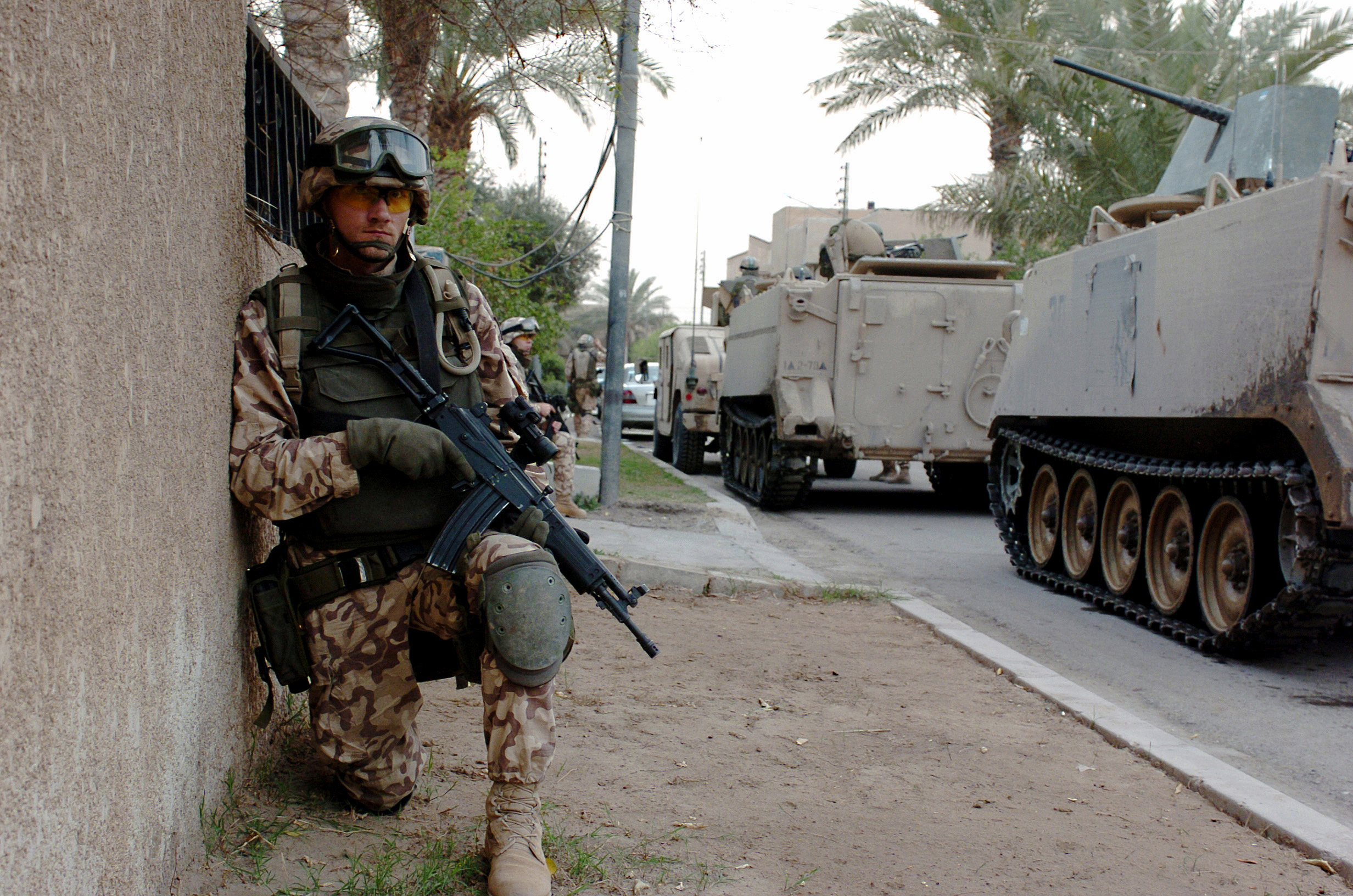
Soldat eston la Baghdad, Irak.

Armata Estoniei se numește Forțele de Apărare Estone (în estonă Kaitsevägi), și este formată din Maavägi⁠(d) („Forțele Terestre”), Merevägi („Marina”), Õhuvägi („Forțele Aeriene”) și o gardă națională paramilitară Kaitseliit („Liga Apărării”). Țelul Politicii de Apărare Națională a Estoniei este cel de a garanta conservarea independenței și suveranității statului, integritatea sa teritorială, apele teritoriale, spațiul aerian și ordinea constituțională. Obiectivele strategice actuale sunt apărarea intereselor țării, dezvoltarea forțelor armate în vederea interoperabilității cu alte armate ale statelor membre NATO și UE, și participarea la misiuni comune NATO.
Serviciul militar (în estonă ajateenistus) este obligatoriu pentru bărbații cu vârste între 18 și 28 de ani, și durează între opt și unsprezece luni, în funcție de ramura militară în care se desfășoară. Estonia a păstrat serviciul militar obligatoriu, spre deosebire de Letonia și Lituania și nu intenționează să treacă la o armată profesionistă. În 2008, cheltuielile militare anuale au atins 1,85% din PIB, sau 5 miliarde de coroane estone, urmând să continue să crească până în 2010, când se anticipa un nivel de 2,0%.
Estonia cooperează cu Letonia și Lituania în mai multe inițiative de cooperare baltică la nivelul forțelor armate, între acestea numărându-se Batalionul Baltic (BALTBAT), Escadrila Navală Baltică (BALTRON), Rețeaua Baltică de Supraveghere a Spațiului Aerian (BALTNET) și instituții comune de învățământ militar, cum ar fi Colegiul Baltic de Apărare de la Tartu. Între proiectele viitoare de cooperare se numără partajarea infrastructurilor naționale pentru pregătire militară și specializarea bazelor de pregătire (BALTTRAIN), precum și formarea colectivă de contingente de dimensiunea unui batalion pentru utilizarea în cadrul forței de răspuns rapid a NATO. În ianuarie 2011, țările baltice au fost invitate să adere la NORDEFCO⁠(d), cadrul de apărare al țărilor nordice.
În ianuarie 2008, armata estonă avea aproape 300 de militari desfășurați în țări străine ca parte a diferitelor forțe internaționale de menținere a păcii, între care 35 jandarmi din Liga Apărării desfășurați în Kosovo; 120 de militari ai forțelor terestre în cadrul ISAF din Afganistan; 80 de soldați în Irak, în cadrul MNF; precum și 2 ofițeri estoni în Bosnia și Herțegovina și 2 agenți militari estoni în înălțimile Golan aflate sub ocupație Israeliană.
Forțele de Apărare Estone au desfășurat în trecut misiuni militare în Croația, în perioada martie–octombrie 1995, în Liban între decembrie 1996 și iunie 1997 și în Macedonia între mai și decembrie 2003. Estonia participă și la Grupul de Luptă Nordic și a anunțat că este pregătită să participe la operațiuni în Darfur (Sudan), ceea ce ar fi fost prima misiune de menținere a păcii pe continentul african cu participare estonă.
Ministerul Apărării și Forțele de Apărare colaborează la proiecte de apărare în domeniul războiului cibernetic. În 2007, doctrina militară a războiului electronic a fost introdusă oficial în contextul unor atacuri masive de acest gen. Obiectivul este asigurarea infrastructurii vitale de transfer de date în Estonia. Principala instituție în acest domeniu este Echipa de Răspuns Informatic de Urgență a Estoniei (CERT), înființată în 2006. Organizația funcționează pe probleme de securitate în rețelele din țară.
La 25 iunie 2007, președintele Toomas Hendrik Ilves s-a întâlnit cu președintele american George W. Bush. Printre subiectele discutate s-au numărat și atacurile împotriva infrastructurii de date estone. Atacurile au declanșat reconsiderarea de către mai multe organizații din lume a importanței securității rețelelor de date în contextul doctrinelor militare. La 14 iunie 2007, miniștrii apărării din țările membre NATO au ținut o întâlnire la Bruxelles, după care au emis un comunicat prin care se angajau să acționeze imediat.
În ce privește amplasarea Centrului Cooperativ de Excelență în Apărarea Cibernetică al NATO, (CCDCOE), Bush a anunțat susținerea ideii ca Estonia să îl găzduiască. După atacurile cibernetice din 2007, planurile de a combina apărarea rețelei cu doctrina militară estonă au fost poreclite „Apărarea Tigrului”, cu referire la Tiigrihüpe. CCDCOE a început să funcționeze în noiembrie 2008.

## Economia
Ca stat membru al Uniunii Europene, Estonia este considerată economie cu venituri mari de către Banca Mondială. Țara se clasează pe locul 16 după Indicele Libertății Economice pe 2012, având cea mai liberă economie din Europa de Est și fosta Uniune Sovietică. Datorită creșterii rapide, Estonia a fost poreclită și „Tigrul Baltic”. Începând cu 1 ianuarie 2011, Estonia a adoptat moneda euro și a devenit al 17-lea stat membru al zonei euro.
Conform datelor Eurostat publicat la 21 octombrie 2011, Estonia are cea mai mică datorie guvernamentală în raport cu PIB din toată Uniunea Europeană, cu doar 6,7% la sfârșitul lui 2010. Mass-media internațională a început să denumească Estonia țară nordică, punând accent pe diferențele economice, politice și culturale între ea și țările baltice, care au avut un succes economic mai redus.
Bugetul fără deficit, datoria publică aproape inexistentă, cota unică de impozitare, regimul de liber schimb, sectorul bancar comercial competitiv, e-guvernarea inovativă și lipsită de birocrație, precum și serviciile mobile sunt semne ale economiei de piață estone.
Estonia produce circa 75% din energia electrică pe care o consumă. Peste 85% din ea se generează din exploatarea zăcămintelor de șist bituminos. Alte surse de energie, cum ar fi lemnul, turba și biomasa constituie circa 9% din producția primară de energie. Energia eoliană constituie 6% din totalul consumului pe 2009. Estonia importă produse petroliere din Europa de Vest și Rusia. Extracția șisturilor bituminoase, telecomunicațiile, textilele, produsele chimice, industria bancară, serviciile, pescuitul și industria alimentară, industria lemnului, industria navală, electronicele și transportul sunt sectoare-cheie ale economiei. Portul neînghețat Muuga⁠(d), de lângă Tallinn, este o structură modernă cu capabilități de transbordare, elevator de cereale de mare putere, unități frigorifice de stocare și capabilități de descărcare a petrolierelor. Calea ferată servește ca o conductă de transport între Occident, Rusia și alte puncte ale Orientului.

Estonia face parte din Spațiul Schengen, din piața unică UE și din zona euro (albastru închis).

Din cauza recesiunii economice globale începută în 2007, PIBul Estoniei a scăzut cu 1,4% în al doilea trimestru din 2008, cu peste 3% în al treilea trimestru, și cu peste 9% în al patrulea. Guvernul eston a rectificat în scădere bugetul, rectificare aprobată de Riigikogu. Veniturile bugetare au fost scăzute pentru 2008 cu 6,1 miliarde de coroane și cheltuielile bugetare cu 3,2 miliarde. În 2010, situația economică s-a stabilizat și de atunci Estonia se află într-o creștere economică constantă, bazată pe exporturi. În al patrulea trimestru al anului 2010, producția industrială estonă a crescut cu 23% față de anul anterior.
Conform datelor Eurostat, PIB-ul pe cap de locuitor se ridica la 67% din media UE în 2008. În martie 2011, salariul mediu brut lunar în Estonia era de 843 de euro
Există însă mari dezechilibre de PIB între diverse zone ale țării; peste jumătate din PIBul țării se produce la Tallinn, capitala și cel mai mare oraș. În 2008, PIBul pe cap de locuitor al Tallinnului se ridica la 172% din media pe țară, și 115% față de media Uniunii Europene, depășind mediile altor țări.
Rata șomajului este de circa 11,7%, peste media UE, în vreme ce creșterea PIB pe 2011 a fost de 8%, de cinci ori mai mare ca media zonei euro. În 2012, Estonia rămâne singura țară cu excedent bugetar din zona euro și, cu o datorie publică de doar 6%, este una dintre cele mai puțin îndatorate țări din Europa.

### Dezvoltări istorice

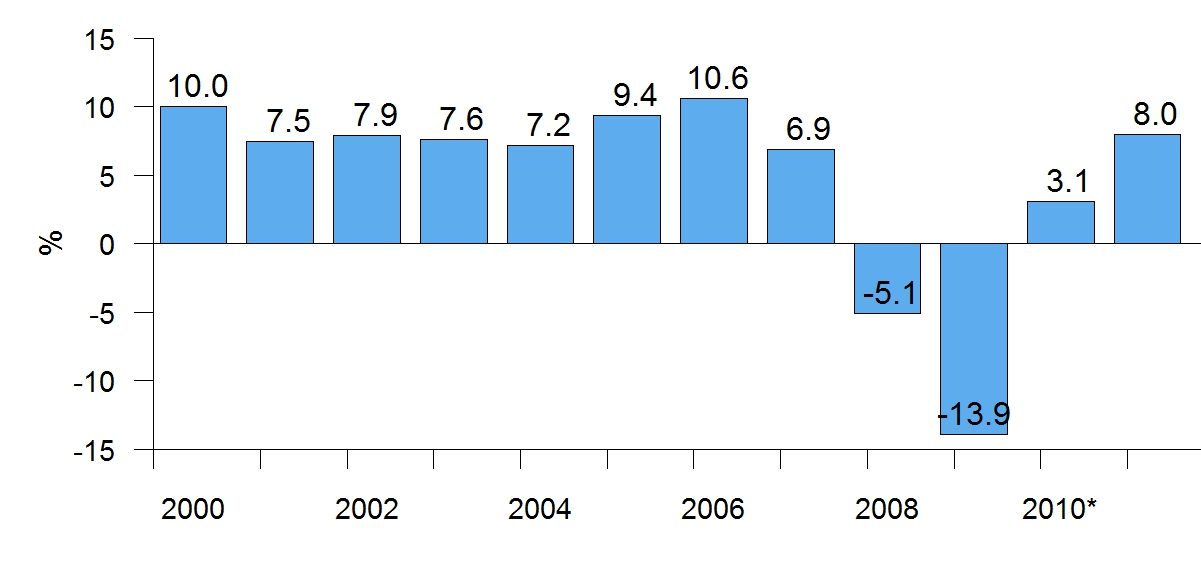
Creșterea PIB real în Estonia, 2000-2011.

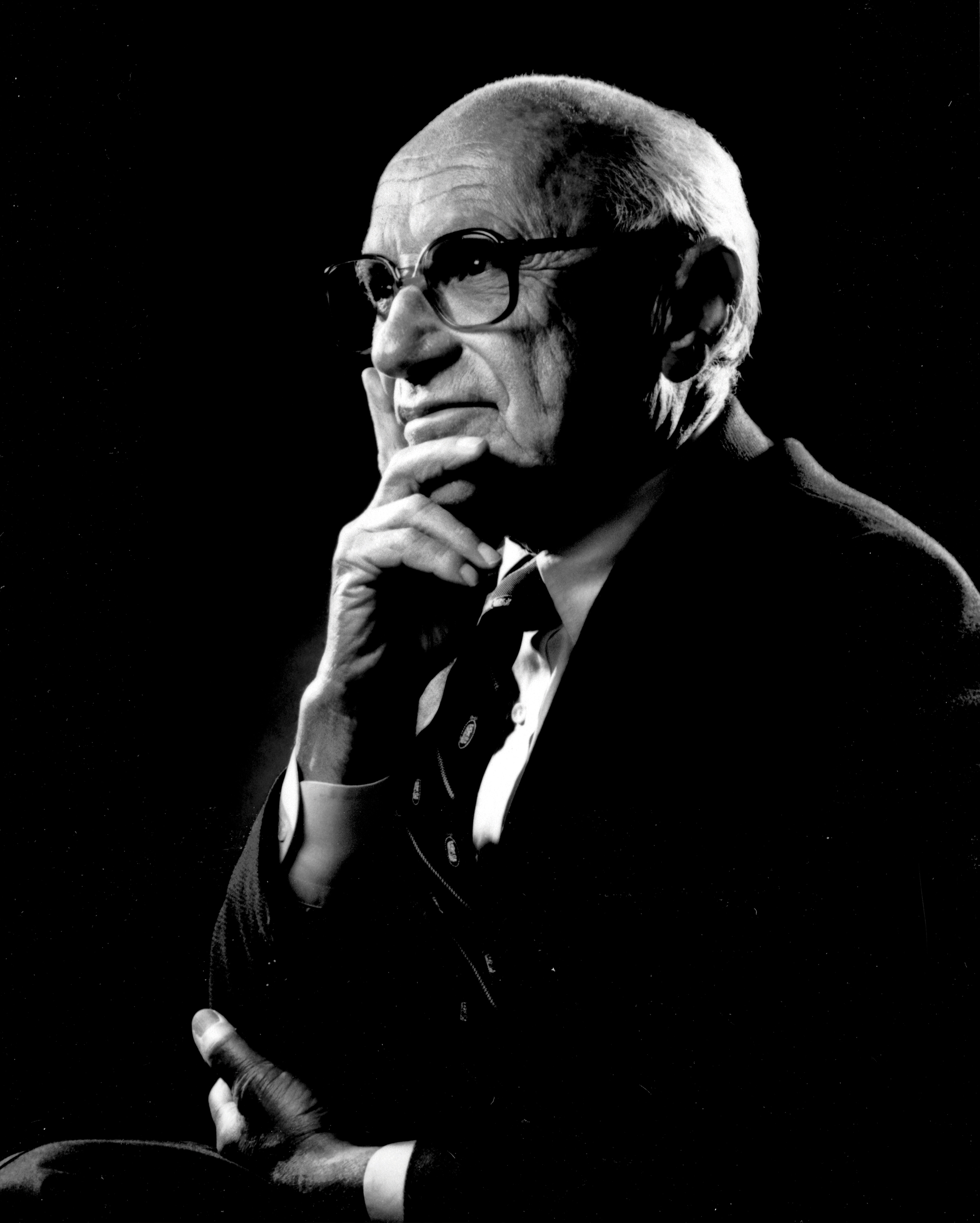
Teoriile economice ale lui Milton Friedman au influențat puternic dezvoltarea politicilor economice estone.

Până în 1929, țara a înființat și stabilizat moneda națională, coroana (în estonă kroon). Ea era emisă de Banca Estoniei, banca centrală națională. Comerțul se concentra pe piața locală și pe Occident, în special pe Germania și Regatul Unit. Doar 3% din comerț era cu URSS.
Înaintea celui de al Doilea Război Mondial, Estonia era o țară preponderent agricolă, ale cărei mărfuri de export, untul, laptele și brânzeturile, erau bine cunoscute pe piața din Europa de Vest. Anexarea forțată de către URSS din 1940 și apoi ocupația nazistă și sovietică din timpul războiului au distrus economia estonă. Sovietizarea de după război a vieții economice a continuat cu integrarea economiei și industriei Estoniei în structura de economie planificată a URSS-ului.
De la redobândirea independenței, Estonia s-a construit ca o poartă între Est și Vest și a urmărit cu agresivitate reformele economice și integrarea cu Occidentul. Tranziția Estoniei către o economie de piață a făcut din ea unul dintre liderii economici ale fostei zone CAER. În 1994, pe baza teoriilor economice ale lui Milton Friedman, Estonia a devenit una dintre primele țări care a adoptat o cotă unică de impozitare, cu o rată inițială de 26% indiferent de venitul realizat. În ianuarie 2005, impozitul pe venit a scăzut la 24%. O altă reducere la 23% a urmat în ianuarie 2006 și apoi la 21% în ianuarie 2008. Guvernul Estoniei a finalizat designul monedelor euro estone la sfârșitul lui 2004, și a adoptat euro ca monedă națională la 1 ianuarie 2011, mai târziu decât se intenționase din cauza inflației persistente.
În 1999, Estonia a avut cel mai dificil an din punct de vedere economic după independență, în principal din cauza crizei financiare din Rusia din 1998. Estonia a aderat la OMC în noiembrie 1999. Cu ajutorul Uniunii Europene, al Băncii Mondiale și al Băncii Nordice de Investiții, Estonia a terminat în mare parte pregătirile pentru aderarea la UE la sfârșitul lui 2002 și are acum una dintre cele mai robuste economii dintre toate noile state membre ale UE aderate în 2004 și 2007. Estonia a aderat la OECD în 2010.

### Resurse
Deși Estonia este în general săracă în resurse, se găsesc unele bogății. Țara dispune de zăcăminte semnificative de calcar și șisturi bituminoase, împreună cu păduri, care acoperă 50,6% din suprafața țării. Pe lângă șisturi bituminoase și calcar, Estonia deține mari rezerve de fosforit, pehblendă și granit care nu sunt încă exploatate decât cel mult pe scară restrânsă.
Cantități semnificative de oxiduri de pământuri rare se găsesc în sedimentele acumulate în 50 de extracție de uraniu, șist și loparit de la Sillamäe. Din cauza creșterii prețurilor pământurilor rare, extracția acestor oxizi a devenit viabilă din punct de vedere economic. Țara exportă acum circa 3000 de tone pe an, ceea ce reprezintă circa 2% din producția mondială.
Au existat dezbateri publice recente pe teme energetice, în ce privește construirea unei noi centrale termonucleare după închiderea vechilor unități ale termocentralei de la Narva, dacă ele nu vor fi reconstruite până în 2016.

### Industria și mediul

Software-ul Skype a fost creat de dezvoltatori estoni și a fost scris în principal în Estonia

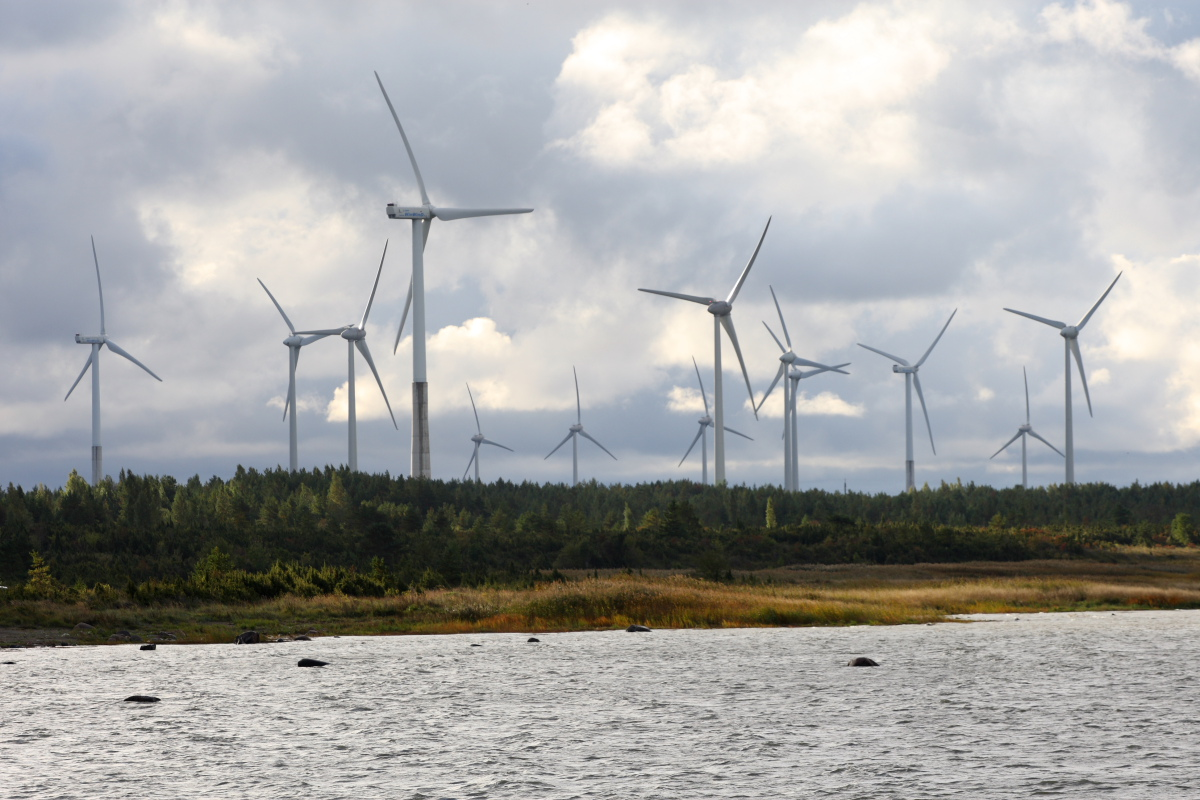
Centrala eoliană Hanila din regiuna Lääne

Industriile alimentară, a construcțiilor și electronicelor sunt printre cele mai importante ramuri industriale ale Estoniei. În 2007, în industria construcțiilor lucrau peste 80.000 de persoane, adică circa 12% din forța de muncă la nivel național. Un alt sector industrial important îl constituie industria chimică și cea constructoare de mașini, în principal în regiunea Ida-Viru și în jurul Tallinnului.
Industria extractivă, centrată pe extracția șisturilor bituminoase, și ea concentrată în estul țării⁠(d), produce aproximativ 90% din necesarul de electricitate al țării. Utilizarea pe scară extinsă a șisturilor bituminoase a cauzat însă și probleme ecologice grave. Deși cantitatea de poluanți emisă în aer este în scădere începând cu anii 1980, aerul este încă poluat cu dioxid de sulf din cauza industriei miniere dezvoltată agresiv de Uniunea Sovietică pe teritoriul ocupat al Estoniei la începutul anilor 1950. În unele zone, apele de coastă sunt poluate, mai ales în preajma complexului industrial de la Sillamäe.
Estonia este o țară dependentă de importuri de energie. Numeroase companii autohtone sau străine au investit însă și în surse de energie regenerabilă. Importanța energiei eoliene crește constant în Estonia și cantitatea totală de energie produsă de turbine eoliene se apropie de 60 MW în vreme ce în același timp proiecte de 399 MW sunt în dezvoltare, și o capacitate de 2800 MW este constituită de proiecte propuse în zona Lacului Peipsi și a coastelor insulei Hiiumaa.
Se intenționează renovarea unor unități mai vechi de la Termocentrala Narva, înființarea de noi centrale electrice și îmbunătățirea eficienței producției de energie bazată pe șisturi bituminoase. Estonia a liberalizat 35% din piața energiei electrice în aprilie 2010. În ansamblu, piața energiei electrice urmează să fie liberalizată în 2013.

Guvernul ia în calcul participarea, împreună cu Lituania, Polonia și Letonia, la construcția Centralei Nucleare de la Visaginas din Lituania, care urmează să o înlocuiască pe cea de la Ignalina. Din cauza ritmului lent al evoluției proiectului, Estonia nu exclude însă construirea unui reactor nuclear propriu. O altă perspectivă este un proiect comun cu Finlanda, întrucât cele două rețele electrice sunt conectate.
Estonia are un sector al tehnologiei informației deosebit de bine dezvoltat, în parte datorită proiectului Tiigrihüpe⁠(d) la jumătatea anilor 1990, și a fost menționată ca fiind cea mai „conectată” și avansată țară a Europei în materie de e-Government.
Software-ul Skype a fost scris de dezvoltatorii estoni Ahti Heinla⁠(d), Priit Kasesalu și Jaan Tallinn⁠(d), care anterior dezvoltaseră și Kazaa⁠(d).

### Comerțul
| Țara      | Exporturile | Importurile |
| --------- | ----------- | ----------- |
| Finland   | 18,4%       | 18,2%       |
| Sweden    | 12,4%       | 9%          |
| Latvia    | 8,9%        | 5,7%        |
| Russia    | 8,1%        | 13,1%       |
| Germany   | 5,1%        | 12,4%       |
| Lithuania | 4,8%        | 6,4%        |

Grafic al exporturilor Estoniei în 28 de categorii.

Estonia are economie de piață funcțională de la sfârșitul anilor 1990 și unul dintre cele mai mari niveluri ale venitului pe cap de locuitor din întreaga Europă de Est. Apropierea de piețele scandinave, amplasarea între Est și Vest, structura competitivă de costuri și forța de muncă înalt calificată au fost marile avantaje comparative ale Estoniei la începutul deceniului anilor 2000. Tallinn, cel mai mare oraș al țării, a devenit un centru financiar, iar Bursa de Acțiuni Tallinn a aderat recent la sistemul OMX. Guvernul actual a urmărit politici fiscale cumpătate, ceea ce a avut ca efect eliminarea deficitului bugetar și o datorie publică redusă.
În 2007, deficitul de cont curent foarte ridicat și creșterea inflației au pis presiune pe moneda națională, care a intrat în curs fix față de euro, subliniind necesitatea creșterii industriilor generatoare de exporturi. Estonia exportă în principal mașini și echipamente industriale, lemn și hârtie, textile, produse alimentare, mobilă, produse chimice și din metal. Estonia exportă 1,562 miliarde de kilowatt-ore de energie electrică anual. În același timp, ea importă mașini și echipamente industriale, produse chimice, textile, produse alimentare și echipamente de transport. Estonia importă 200 million kilowatt-ore de energie electrică anual.
Între 2007 și 2013, Estonia a primit 53,3 miliarde de coroane (3,4 miliarde euro) din diverse Fonduri Structurale ale Uniunii Europene ca ajutor direct pentru cele mai mari investiții străine realizate vreodată în Estonia. Majoritatea ajutorului financiar al Uniunii Europene se investește în energie, antreprenoriat, capabilități administrative, educație, societate informațională, protecția mediului, dezvoltare regională și locală, cercetare și activități de dezvoltare, sănătate și protecție socială, transportatori și piața muncii.

### Transporturile

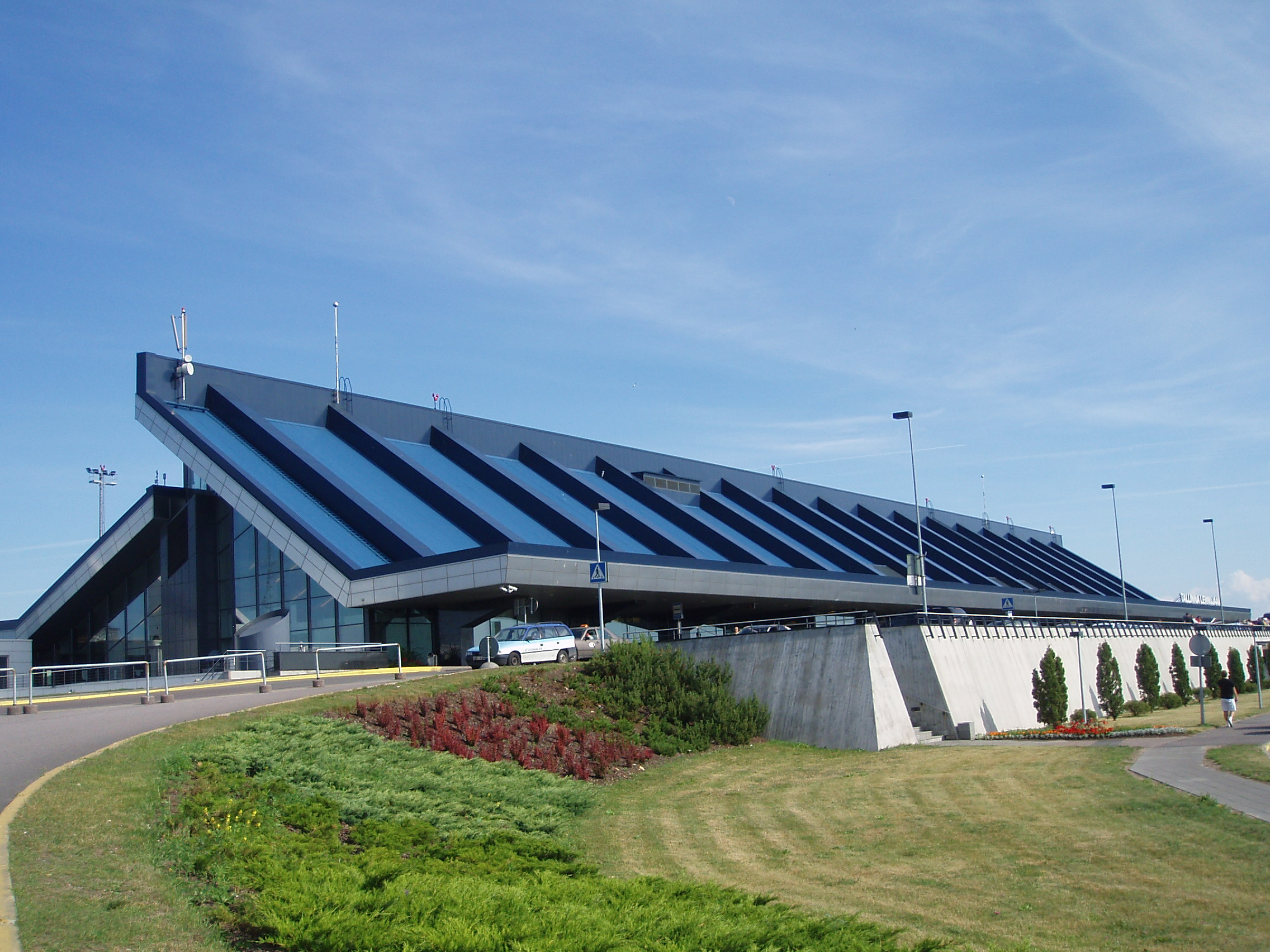
Aeroportul Lennart Meri Tallinn.

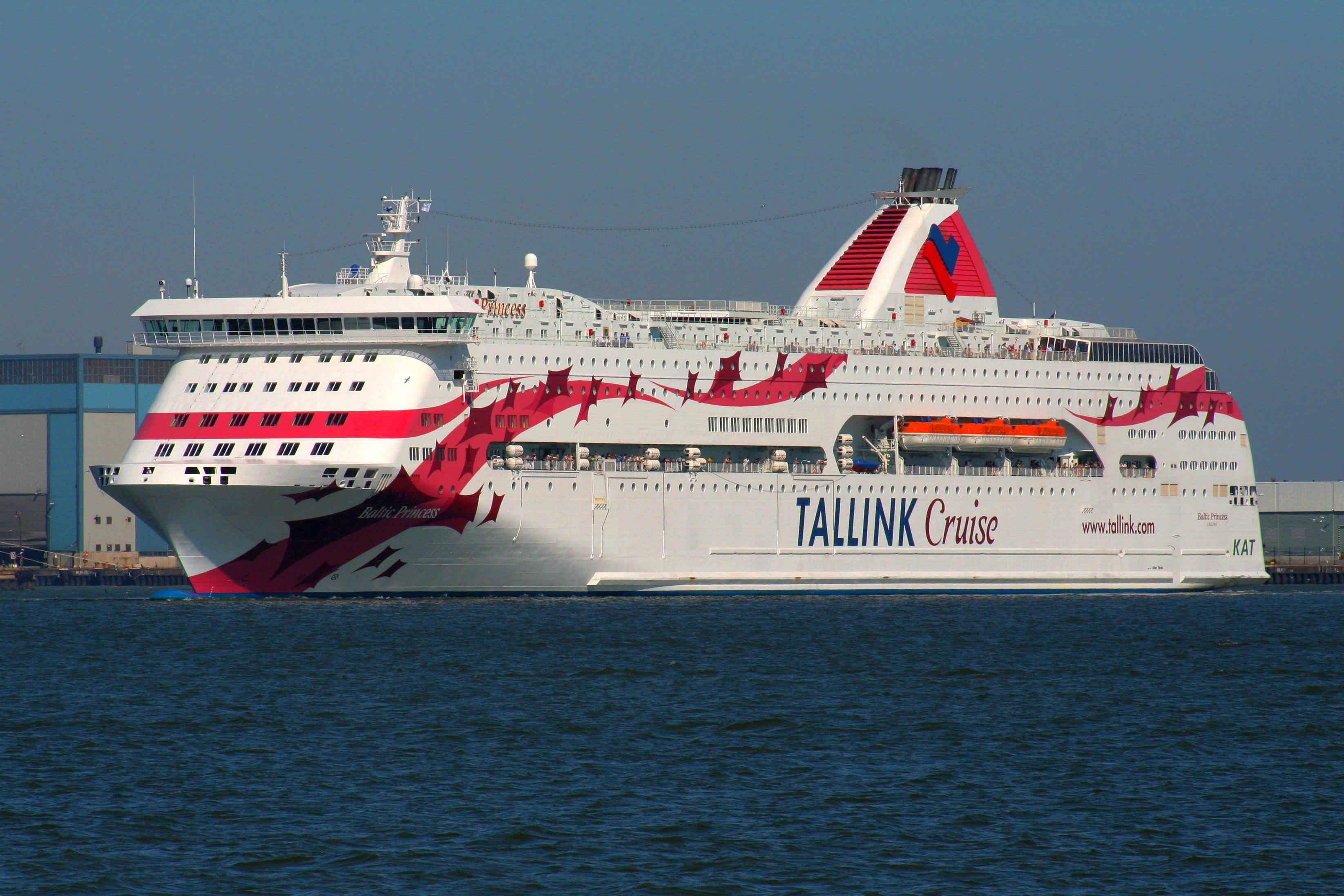
Sunt legături de ferry-boat frecvente de la Tallinn la Helsinki, Stockholm, Mariehamn și Saint Petersburg.

Estonia este un important centru de tranzit încă din perioada medievală. Poziția geografică favorabilă, împreună cu dezvoltarea infrastructurii, oferă bune oportunități pentru activități legate de transport și logistică. Sectorul de transport mărfuri este dominat de transporturile feroviare, care transportă 70% din mărfuri, atât intern cât și internațional.
Transporturile rutiere domină sectorul transporturilor de călători;
aproape 90% din toți călătorii se deplasează pe șosele. Reconstrucția autostrăzii Tallinn–Tartu a intrat în atenția opiniei publice naționale deoarece leagă cele mai mari două orașe din țară. În afara acestui proiect, Estonia nu are autostrăzi, dar drumurile sale principale, cu o bandă sau două pe sens, construite în perioada de ocupație sovietică, nu trec prin localități și asigură legături rapide între marile orașe și cu țările vecine. S-a propus și construcția unei legături rutiere permanente cu Insula Saaremaa ca parte a programului național de dezvoltare a infrastructurii. Costurile proiectelor au fost estimate la a fi de ordinul miliardelor de euro, ceea ce a atras atenția mass-media și a stârnit dezbateri publice în jurul întrebării dacă ele sunt fezabile și dacă merită investite aceste sume din banii contribuabililor estoni.
Cinci mari porturi de mărfuri oferă acces la transportul maritim, având ape adânci și condiții de îngheț favorabile. Vechiul port Tallinn este cel mai mare port de călători, și unul dintre cele mai mari și aglomerate porturi de călători de la Marea Baltică. El a deservit 8,48 milioane de călători în 2011. În Estonia există 12 aeroporturi și un heliport, cel mai mare aeroport fiind Aeroportul Lennart Meri Tallinn, care oferă servicii mai multor companii aeriene internaționale ce asigură legături cu 23 de destinații.

## Demografie
| Rezidenții din Estonia după etnie (2012) | Rezidenții din Estonia după etnie (2012) | Rezidenții din Estonia după etnie (2012) | Rezidenții din Estonia după etnie (2012) | Rezidenții din Estonia după etnie (2012) |
| ---------------------------------------- | ---------------------------------------- | ---------------------------------------- | ---------------------------------------- | ---------------------------------------- |
|                                          |                                          |                                          |                                          |                                          |
| Estoni                                   | Estoni                                   |                                          | 68.7%                                    | 68.7%                                    |
| Ruși                                     | Ruși                                     |                                          | 24.8%                                    | 24.8%                                    |
| Ucraineni                                | Ucraineni                                |                                          | 2.0%                                     | 2.0%                                     |
| Belaruși                                 | Belaruși                                 |                                          | 1.1%                                     | 1.1%                                     |
| Finlandezi                               | Finlandezi                               |                                          | 0.8%                                     | 0.8%                                     |
| Alte naționalități                       | Alte naționalități                       |                                          | 1.6%                                     | 1.6%                                     |

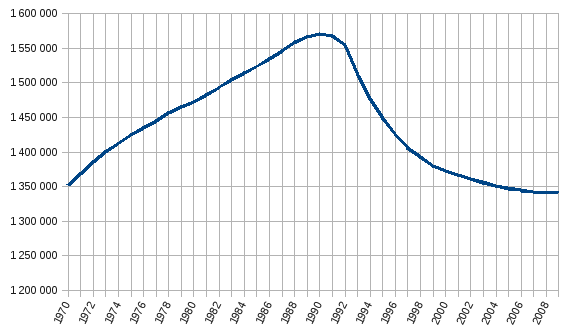
Populația Estoniei, 1970-2009.

Înaintea celui de al Doilea Război Mondial, etnicii estoni constituiau 88% din populație, restul de 12% fiind reprezentat de minorități naționale. Cele mai mari grupuri minoritare erau în 1934 rușii, germanii, suedezii, letonii, evreii, polonezii, finlandezii și ingrienii. Ponderea germanilor baltici scăzuse de la 5,3% (~46.700) în 1881 la 1,3% (16.346) în 1934.
Între 1945 și 1989, ponderea estonilor în populația rezidentă în granițele actuale ale Estoniei a scăzut la 61%, în principal din cauza programului sovietic ce promova imigrația în masă a muncitorilor industriali urbani din Rusia, Ucraina și Belarus, precum și din cauza emigrației din timpul războiului și din cauza deportărilor în masă și execuțiilor ordonate de Iosif Stalin. În 1989, minoritățile constituiau peste o treime din populație, numărul străinilor crescând de aproape cinci ori.
La sfârșitul anilor 1980, estonii au început să perceapă această schimbare demografică drept o catastrofă națională. Aceasta a fost cauzată de politicile de migrație esențiale pentru programul sovietic de deznaționalizare, care avea scopul de a rusifica Estonia — imigrația administrativă forțată și militară a străinilor din URSS cuplată cu deportările în masă ale estonilor către URSS. În timpul epurărilor, până la 110.000 de estoni au fost uciși sau deportați. În deceniul de după reconstituirea independenței, emigrația pe scară largă a etnicilor ruși și înlăturarea bazelor militare rusești în 1994 a făcut ca proporția etnicilor estoni din țară să crească din nou de la 61% la 69% în 2006.
Estonia modernă este o țară eterogenă din punct de vedere etnic, dar această eterogenitate se limitează la doar două din regiunile țării. Treisprezece dintre cele 15 regiuni ale Estoniei sunt locuite în proporție de peste 80% de estoni, cele mai omogene fiind Hiiumaa, unde estonii reprezintă 98,4% din populație. În regiunile Harju (cu capitala Tallinn) și Ida-Viru, însă, etnicii estoni formează doar 60%, respectiv 20% din populație. Rușii formează 25,6% din totalul populației țării, dar sunt concentrați în aceste două regiuni, formând 36% din populația regiunii Harju și 70% din cea a regiunii Ida-Viru.
Legea Autonomiei Culturale pentru Minoritățile Naționale a fost adoptata în 1925 și a fost prima de acest gen din Europa. Autonomiile culturale se acordau conform acestei legi minorităților de peste 3.000 de locuitori, având legături vechi cu Republica Estonia. Înaintea ocupației sovietice, minoritățile germană și evreiască au reușit să obțină dreptul de a alege un consiliu cultural. Legea a fost reinstaurată în 1993.
Mari părți din coasta de nord-vest a Estoniei și din insule au fost în istorie populate de minoritatea Rannarootslased (suedezii de coastă). Majoritatea populației suedeze de 3.800 de locuitori a Estoniei s-a refugiat în Suedia sau a fost deportată în 1944, evitând înaintarea Armatei Roșii. Mai recent, numărul suedezilor de coastă a crescut din nou, numărând în 2008 circa 500 de persoane, datorită reformelor în domeniul proprietății demarate în anii 1990, prin care s-a reconstituit dreptul la proprietate. În 2005, minoritatea finlandeză ingriană din Estonia a ales un consiliu cultural și a primit autonomie culturală. Minoritatea suedeză a primit drepturi similare în 2007.

### Urbanizarea
Tallinn este capitala și cel mai mare oraș al Estoniei. El se află pe coasta de nord a Estoniei, pe malurile Golfului Finlandei. În țară sunt 33 de orașe și câteva comune urbane. În total, sunt 47 de linna, „linn” fiind un cuvânt ce denotă orice așezare urbană. Peste 70% din populație trăiește în mediul urban.

### Religia

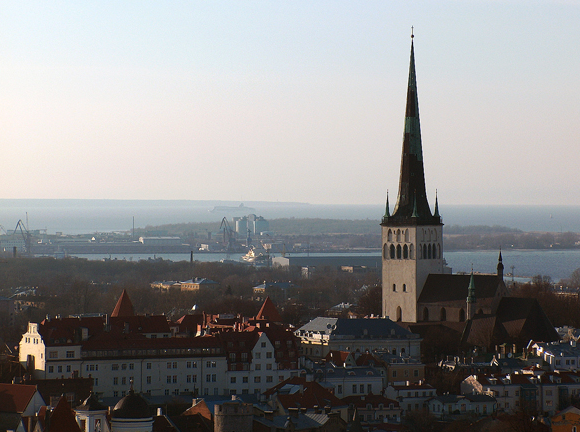
Biserica Sf. Olaf, cea mai înaltă clădire din lume între 1549 și 1625.

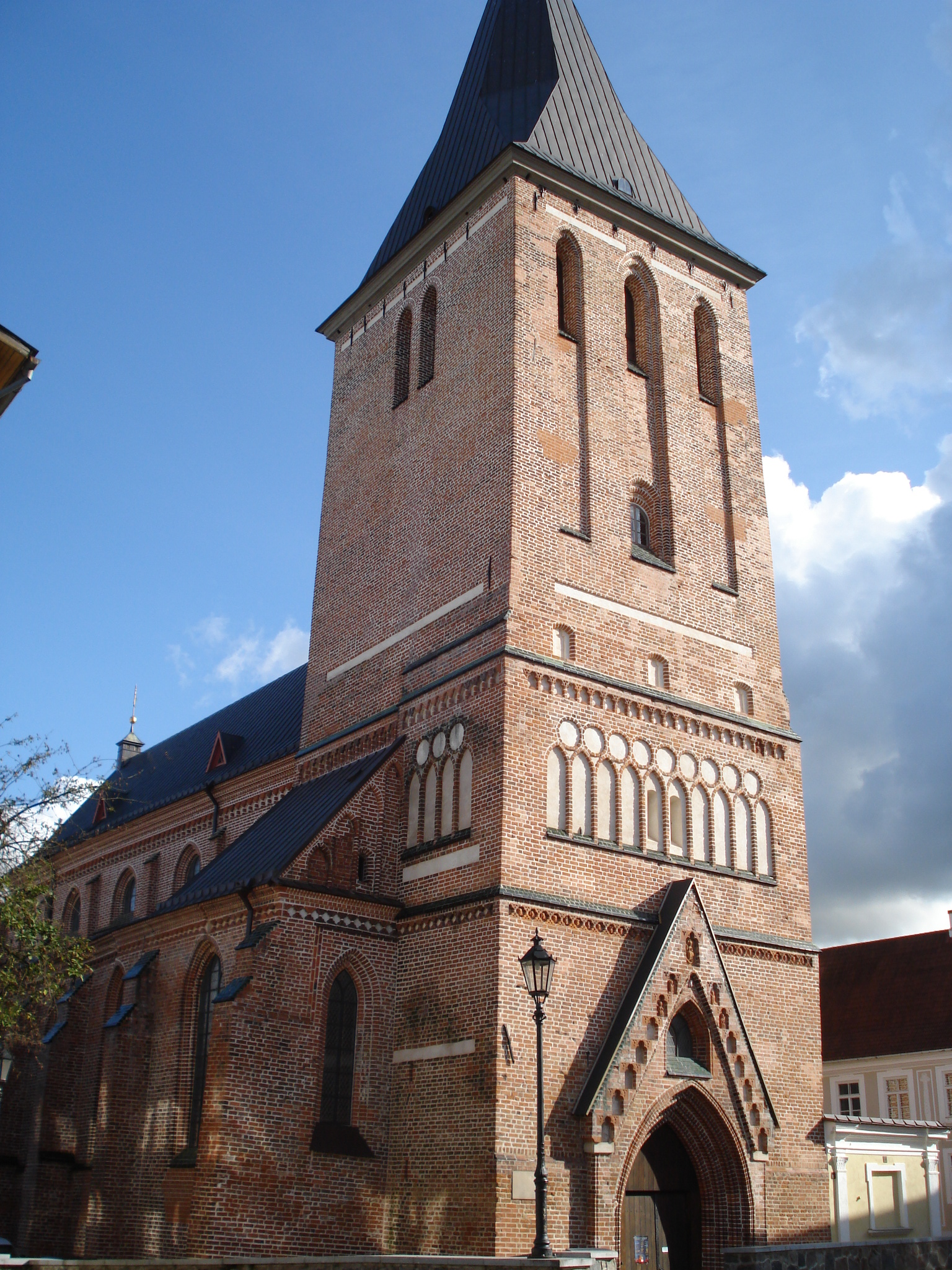
Biserica Sf. Ioan, Tartu

Constituția Estoniei garantează libertatea religie, separarea dintre biserică și stat și drepturile individuale la intimitate în ce privește religia. Conform Dentsu Communication Institute Inc, Estonia este una dintre cele mai puțin religioase țări din lume, în care 75,7% din populație se declară fără religie. Eurobarometrul din 2005 a constatat că doar 16% din estoni cred într-o zeitate, acesta fiind cel mai scăzut nivel din toate țările studiate (țări UE la vremea respectivă).
Cele mai mari grupuri religioase din țară sunt luteranii, cu 152.000 de membri (14,8% din populație), în principal etnici estoni. 143.000 sunt creștini ortodocși, atât din partea Patriarhiei Constantinopolului cât și din partea Patriarhiei Ruse.
Conform recensământului din 2000, în țară trăiau circa 152.000 de luterani, 143.000 ortodocși, 5.000 de romano-catolici, 4.268 martori ai lui Iehova, și 1.000 de adepți ai Taaraism⁠(d)ului sau Maausk⁠(d). Comunitatea evreiască are o populație estimată la circa 1.900 de persoane. Circa 68.000 de oameni se consideră atei.
Țara a fost creștinată de către cavalerii teutoni în secolul al XIII-lea. În timpul Reformei, protestantismul s-a răspândit puternic, iar biserica luterană a fost înființată oficial în Estonia în 1686. Numeroși estoni nu sunt religioși, întrucât practica religioasă a fost asociată de-a lungul secolului al XIX-lea cu elitele feudale germane. În zona lacului Peipsi, în regiunea Tartu, au trăit în trecut și ruși lipoveni.

### Societatea
Societatea estonă a trecut prin schimbări considerabile de-a lungul ultimilor douăzeci de ani, una dintre cele mai notabile fiind creșterea nivelului de stratificare și distribuția venitului familial. Coeficientul Gini este constant mai mare decât media Uniunii Europene (31 în 2009), deși a scăzut. Rata șomajului înregistrată în ianuarie 2012 a fost de 7,7%.
Estonia actuală este un stat multinațional în care, conform recensământului din 2000, se vorbesc 109 limbi. 67,3% dintre cetățenii țării vorbesc estona ca limbă maternă, 29,7% vorbesc rusa, și alți 3% vorbesc alte limbi. La 2 iulie 2010, 84,1% dintre locuitorii Estoniei sunt cetățeni estoni, 8,6% sunt cetățeni ai altor țări și 7,3% sunt apatrizi. După redobândirea independenței în 1990, populațiile colonizate de Uniunea Sovietică pe teritoriul Estoniei au fost considerate imigranți străini, iar cetățenia s-a acordat pe principiul ius sanguinis, exclusiv cetățenilor născuți înainte de 16 iunie 1940 în Estonia independentă sau persoanelor care aveau cel puțin un strămoș cetățean eston înainte de 16 iunie 1940, restul imigranților fiind apatrizi și neavând drept de vot în Estonia independentă modernă. Treptat, condițiile de obținere a cetățeniei estone au fost relaxate, în special pentru copii, și numeroși etnici ruși rămași în Estonia după destrămarea Uniunii Sovietice au putut obține cetățenia.
Din 1992, circa 140.000 de persoane au dobândit cetățenia estonă prin naturalizare.
Distribuția etnică în Estonia este foarte omogenă, în majoritatea regiunilor 90% din populație fiind formată din etnici estoni. Există o mare diferență în orașele mari ca Tallinn, în care estonii nu reprezintă decât 60% din populație. Restul este formată în principal din ruși sau alți imigranți slavi, care au sosit în Estonia în timpul ocupației sovietice.
Conform sondajelor, doar 5% din comunitatea rusă ia în calcul întoarcerea în Rusia în viitorul apropiat. Rușii din Estonia și-au dezvoltat propria identitatea culturală — peste jumătate din ei afirmând că se consideră un grup diferit de cel al rușilor din Rusia. Comparând rezultatul cu un studiu din 2000, atitudinea rușilor față de viitor este mult mai pozitivă.

#### Familia
La naștere, guvernul eston acordă unuia din părinți 100% din fostul lor salariu timp de 18 luni, plus o primă de susținere de 320 de euro pentru fiecare copil. După 18 luni, părintele are dreptul de a-și relua postul. În plus, părintele și copilul beneficiază de îngrijire medicală gratuită. Părinții care nu munceau înainte de a naște (șomeri, studenți, etc.) primesc o indemnizație de 278 euro pe lună; salariul maxim astfel compensat este de 2157 euro pe lună. Aceste măsuri, în vigoare din 2005, nu au avut un efect major asupra ratei natalității din Estonia, care deja era în creștere începând cu 2001.
Aceste măsuri se concentrează pe primele 18 din viața copilului. După 18 luni, alocația de stat pentru copii scade la 19 euro pe lună pe copil (pentru primii doi copii) și 58 de euro în total (pentru trei sau mai mulți copii), plus asigurare medicală gratuită. Există multe excepții de la regulă, și beneficii suplimentare. De exemplu, copilul unui părinte singur primește alocație dublă. Copiii militarilor primesc o alocație de cinci ori mai mare, iar copiii aflați în plasament la familii primesc de 20 de ori suma de alocație. În ciuda variațiilor și fluctuațiilor considerabile în susținerea familiilor cu copii, majoritatea familiilor estone nu se confruntă cu mari dificultăți, iar raportul „Situația Mamelor din Lume” al organizației „Salvați Copiii” pe 2011 a plasat Estonia pe locul 18 în lume la calitatea vieții mamelor, în fața unor țări cum ar fi Canada și Statele Unite. Conform CIA World Factbook, Estonia are cea mai scăzută rată a mortalității mamelor la naștere din lume.

### Limbile

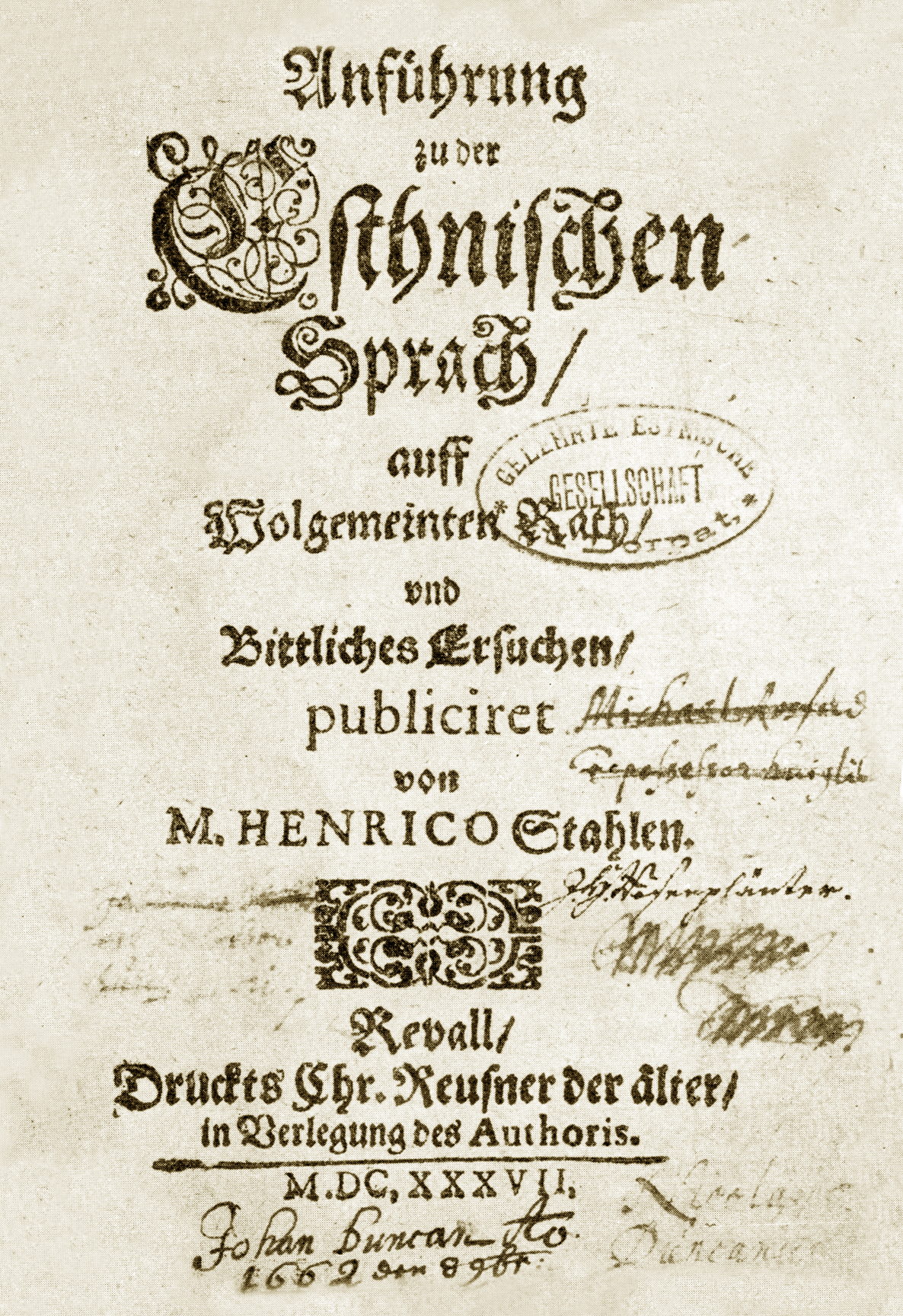
Prima gramatică a limbii estone compilată de clerul german baltic Heinrich Stahl (1637).

Limba oficială, estona, aparține ramurii finice a limbilor limbilor uralice fino-ugrice. Estona este înrudită îndeaproape cu finlandeză, limbă vorbită de partea cealaltă a Golfului Finlandei, și este una dintre puținele limbi europene de origine ne-indo-europeană. În ciuda unor suprapuneri cauzate de împrumuturi, ca origine, estona și finlandeza nu sunt înrudite cu limbile învecinate, suedeza, letona și rusa, toate limbi indo-europene.
În trecut, limba elitei societății estoniene era germana. Limba germană și-a menținut poziția de lider în Estonia chiar și atunci când Estonia era sub stăpânirea altor țări, inclusiv a Rusiei. Germanii au părăsit Estonia la invitația guvernului german în 1939. Limba germană a influențat semnificativ vocabularul limbii estone.
Rusa este încă vorbită ca a doua limbă de estonii cu vârste între 40 și 70 de ani, întrucât rusa era limba oficială a Estoniei ocupate de sovietici între 1944 și 1991 și era predată ca limbă de studiu obligatorie. În 1998, majoritatea imigranților industriali de prima și a doua generație din Uniunea Sovietică (în principal din RSFS Rusă) încă nu vorbeau estona. Până în 2010, însă, 64,1% din cetățenii de alte naționalități vorbeau limba estonă.
Aceste minorități, predominant rusofone, locuiesc în principal în capitala Tallinn și în zonele urbane industriale din Ida-Virumaa. În comuna Noarootsi din Läänemaa (denumită în suedeză Nuckö kommun și în estonă Noarootsi vald) există 22 de sate cu denumiri bilingve.
Cele mai frecvent vorbite limbi străine de către estoni sunt engleza, rusa, finlandeza și germana. Interesul pentru limba spaniolă în Estonia este în creștere. Cunoștințele de limbă germană și rusă în rândul etnicilor estoni au scăzut în comparație cu înainte.

## Cultură

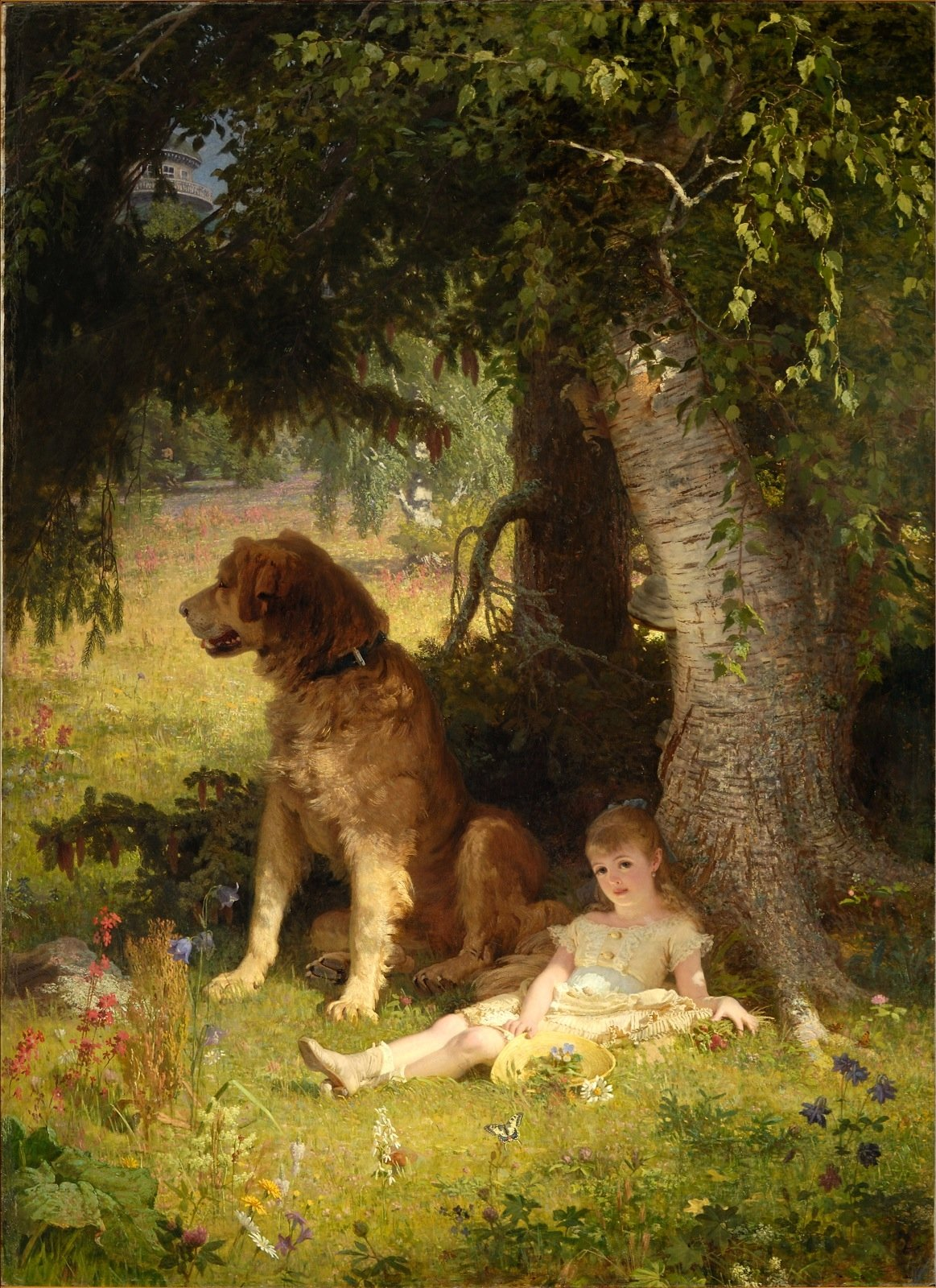
„Străjerul credincios” (1878) de.

Cultura Estoniei cuprinde patrimoniul autohton, reprezentat de limba estonă și de saună, cu aspecte culturale nordice și europene. Datorită istoriei și geografiei țării, cultura estonă a fost influențată de tradițiile diferitelor popoare finice, baltice, slave și germanice învecinate, precum și de evoluțiile culturale din fostele puteri dominante Suedia și Rusia.
Astăzi, societatea estonă încurajează libertatea personală și liberalismul, cu un angajament față de idealurile unui guvern limitat, descurajând centralizarea puterii și corupția. Etica protestantă a muncii rămâne un pilon cultural important, iar educația gratuită este o instituție pusă la mare preț. Ca și cultura mainstream din restul țărilor nordice, cultura estonă se dezvoltă din realitățile mediului neprielnic și ale dificultăților vieții simple tradiționale, cu practica unui egalitarism larg răspândit din motive practice, iar idealurile apropierii de natură și ale autosuficienței. Estonii se separă însă de cultura nordică prin aceea că ei consideră libertatea mai importantă decât egalitatea.
Academia Estonă de Arte (în estonă Eesti Kunstiakadeemia, EKA) organizează învățământ superior în domeniul artei plastice, designului, arhitecturii, mass-media, istoriei artelor și conservării, în vreme ce Academia de Cultură Viljandi de la Universitatea din Tartu are o abordare în favoarea popularizării culturii autohtone prin curricula cum ar fi construcții tradiționale, fierărie tradițională, țesături tradiționale, artizanat și muzică populară, dar și jazz și muzică bisericească. În 2010, în Estonia funcționau 245 de muzee, ale căror colecții conțin împreună peste 10 milioane de piese.

### Educația și știința

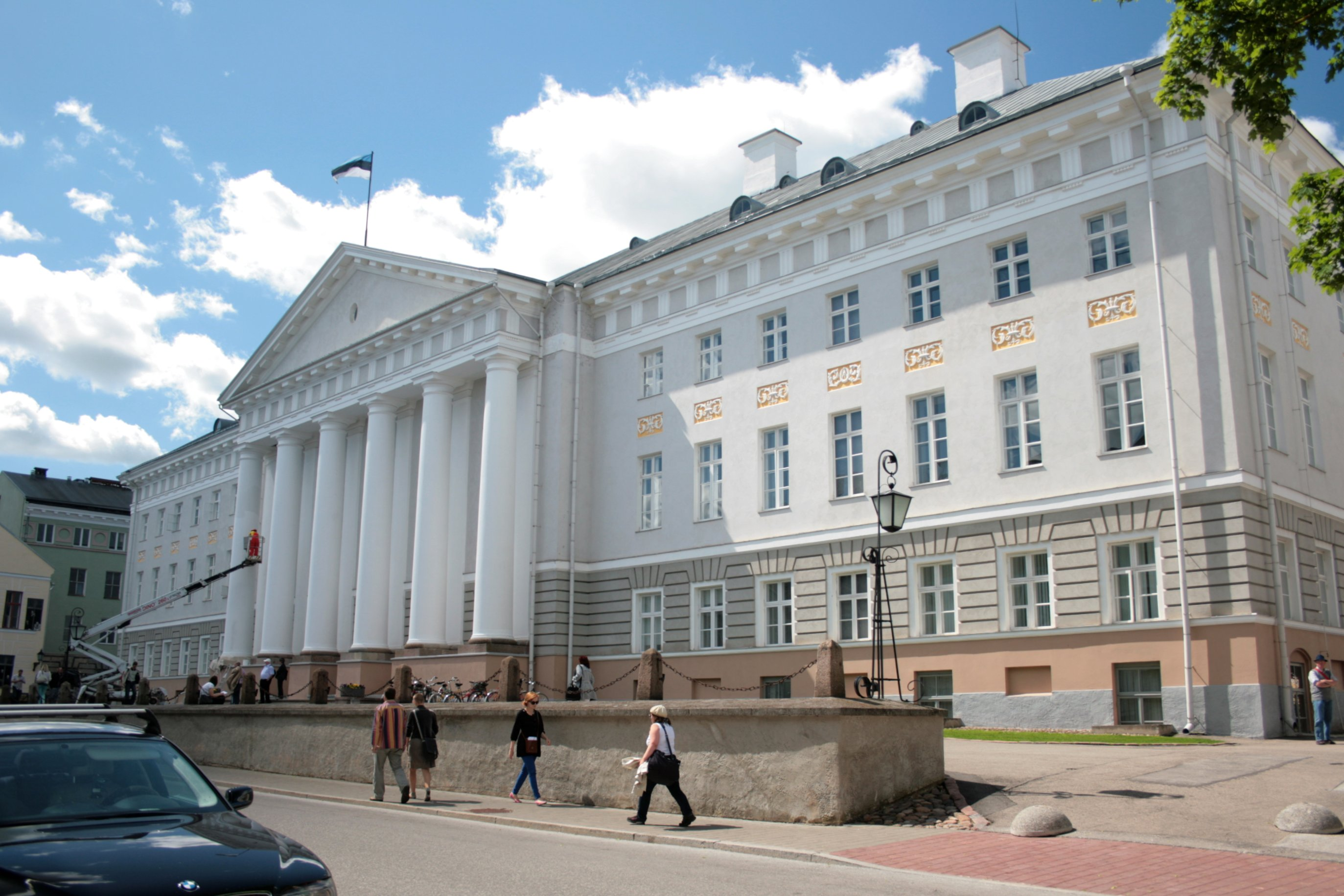
Universitatea din Tartu este una dintre cele mai vechi universități din Europa de Nord și universitatea estonă cea mai bine clasată

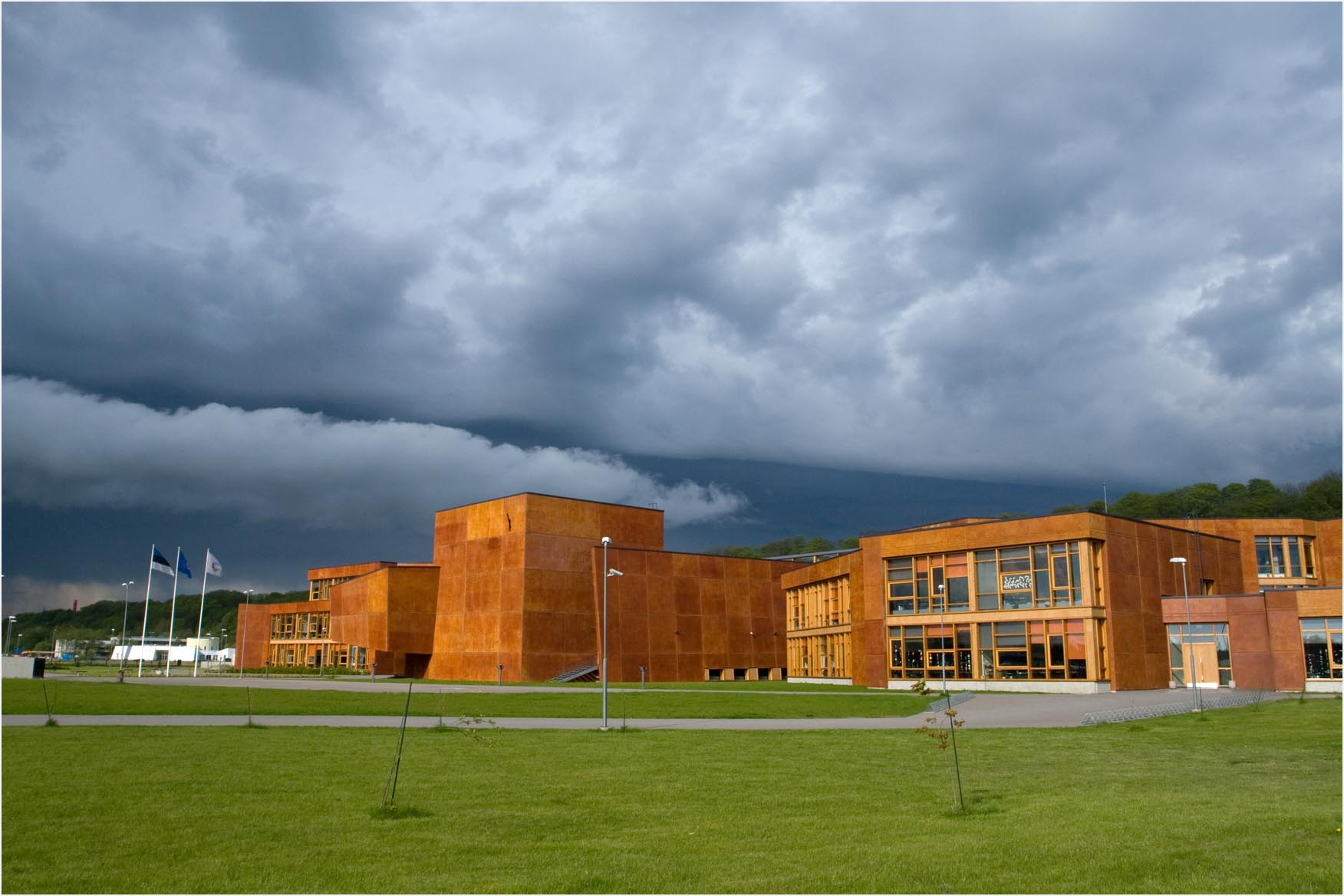
Liceul Viimsi din regiunea Harju

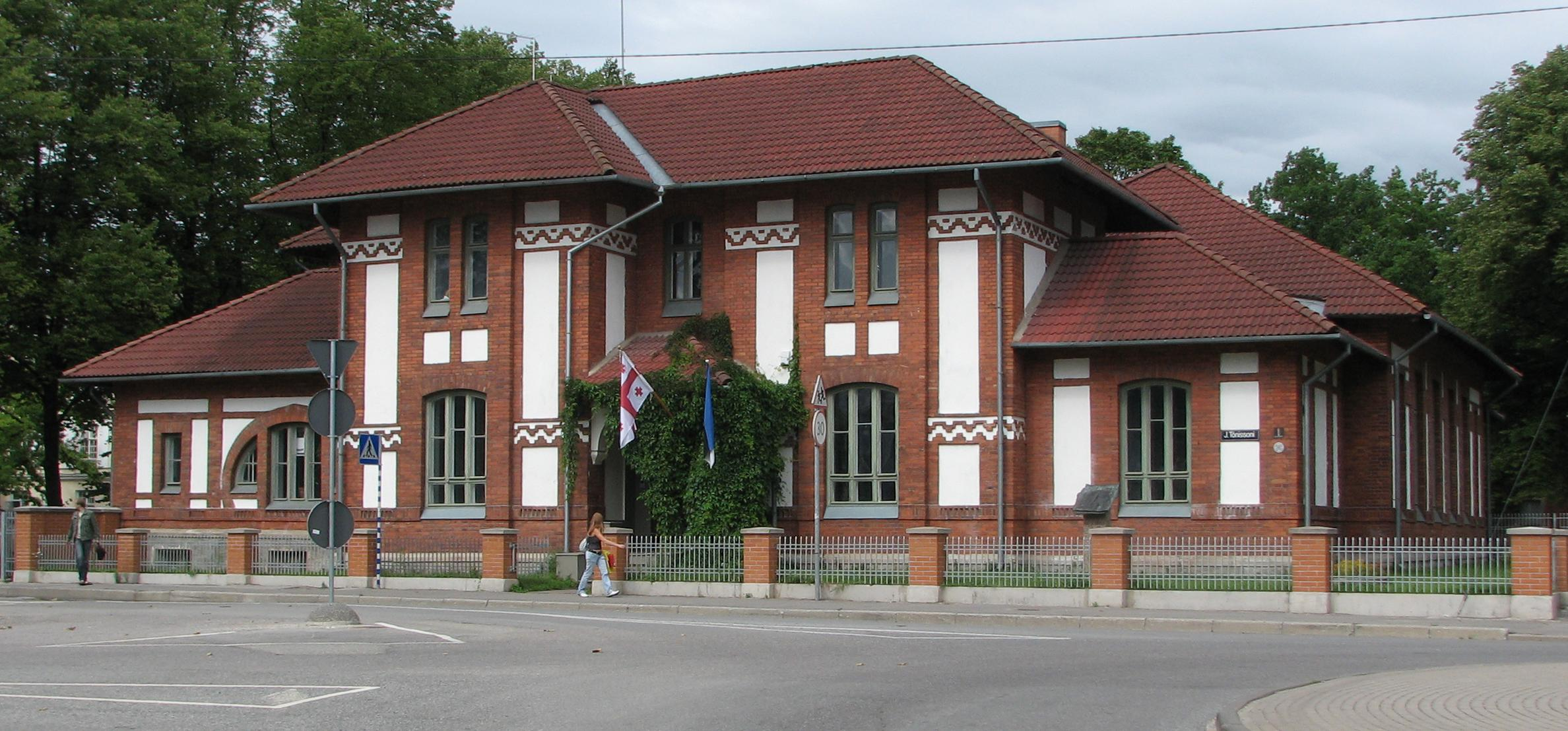
Clădirea Societății Studenților Estoni din Tartu

Istoria educației în Estonia datează din secolele al XIII-lea–al XIV-lea când au fost înființate primele școli pe lângă mănăstiri și catedrale. Primul abecedar în estonă a fost publicat în 1575. Cea mai veche universitate este Universitatea din Tartu, înființată de regele Suediei Gustav al II-lea Adolf în 1632. Abia în 1919, însă, cursurile universitare au fost predate în limba estonă.
Educația în Estonia actuală este împărțită în cea generală, cea vocațională și cea de arte. Sistemul educațional are patru niveluri: preșcolar, elementar, secundar și superior. Instituțiile de educație pot fi ale statului, municipale, publice și private. Funcționează la nivel național 589 de școli.
Conform Programului de Evaluare Internațională a Elevilor, nivelurile de performanță ale elevilor de gimnaziu din Estonia este printre cele mai mari din lume: în 2010, țara s-a clasat a 13-a în clasamentul calității sistemului de educație, cu mult peste media OECD. Circa 89% dintre adulții estoni cu vârste între 25 și 64 de ani dețin o diplomă de liceu, aceasta fiind unul dintre cele mai mari procentaje din lumea industrializată.

### Literatura

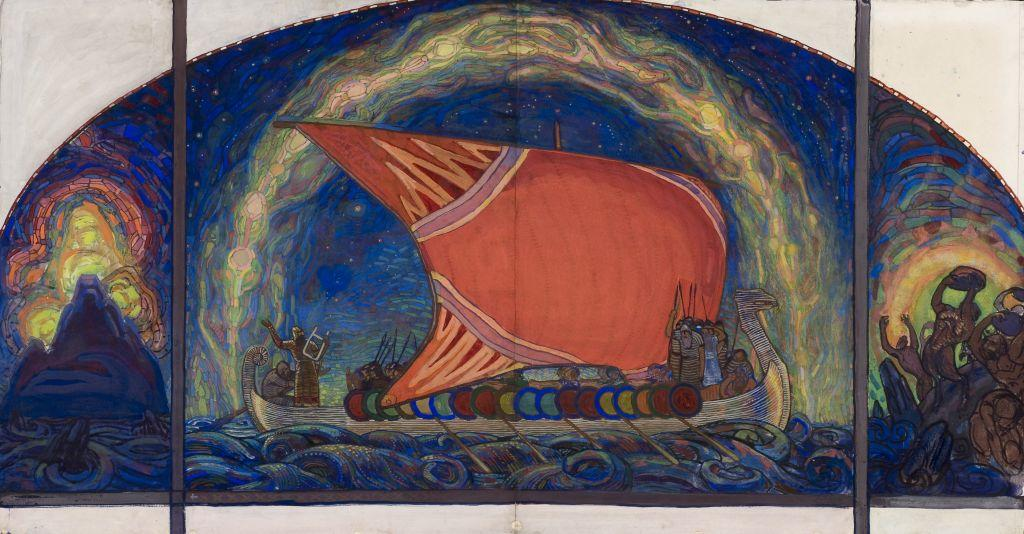
Pictură ce reprezintă o scenă din poemul epic național ' scris de Friedrich Reinhold Kreutzwald.

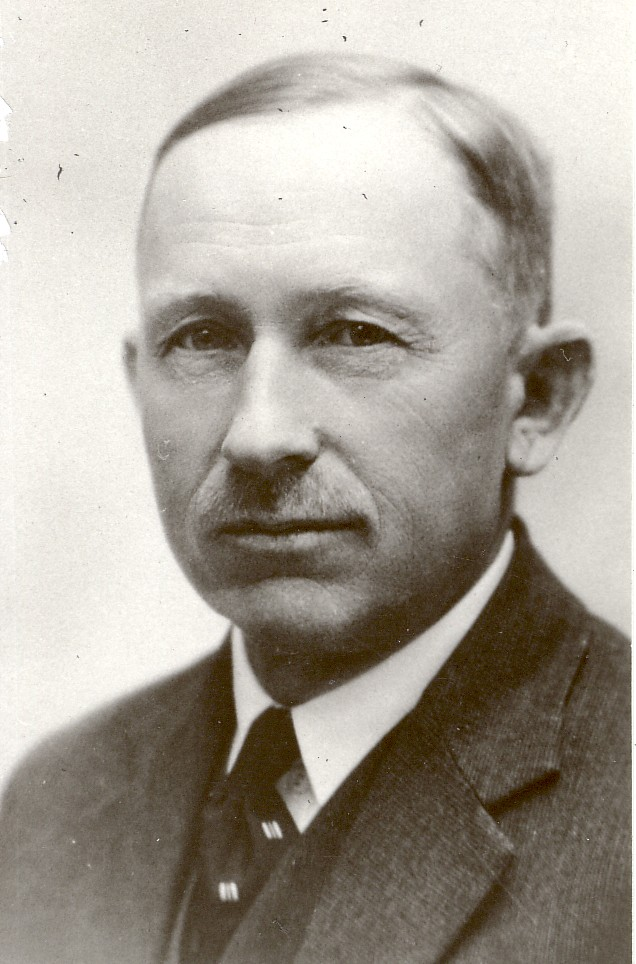
A. H.Tammsaare, unul dintre cei mai cunoscuți scriitori estonieni

Dominația asupra Estoniei, începând cu Cruciadele Nordului din secolul al XIII-lea până la 1918, de către Sfântul Imperiu Roman, Suedia și Rusia, s-au soldat cu faptul că sunt foarte puține opere literare vechi în limba estonă. Cele mai vechi texte în estonă datează din secolul al XIII-lea. Originates Livoniae din Cronica lui Henric din Livonia conține toponime, cuvinte și fragmente de frază în estonă. Liber Census Daniae⁠(d) (1241) conține toponime și nume de familie estone.
Stratul cultural eston a fost la început caracterizat printr-o formă în principal lirică de poezie populară, bazată pe cantitatea silabică. În afara câtorva excepții altfel remarcabile, această formă arhaică nu a mai fost folosită în vremurile mai recente. Una dintre cele mai remarcabile realizări în acest domeniu este poemul epic național Kalevipoeg⁠(d). La nivel profesionist, cântecele populare tradiționale au atins apogeul în ultimul sfert al secolului al XX-lea, mai ales datorită activității compozitorului Veljo Tormis⁠(d).
Oskar Luts este cel mai cunoscut prozator al literaturii estone timpurii, și este încă citit pe scară largă și în ziua de azi, în principal romanul său Kevade („Primăvara”). Pentalogia epică și psihologic-realistă a lui Anton Hansen Tammsaare intitulată Adevăr și dreptate imortalizează evoluția societății estone de la o comunitate rurală la o țară independentă. În vremurile moderne, Jaan Kross și Jaan Kaplinski⁠(d) sunt cei mai bine cunoscuți și mai traduși scriitori estoni. Printre cei mai populari scriitori ai sfârșitului de secol al XX-lea și ai începutului secolului al XXI-lea sunt Tõnu Õnnepalu și Andrus Kivirähk⁠(d), care utilizează elemente de folclor și mitologie estone, deformându-le până în domeniul absurdului și grotescului.

### Mass-media
Cinematografia estonă a apărut în 1908 cu producția unui material de știri despre vizita regelui Suediei Gustav al V-lea la Tallinn. Prima transmisiune publică televizată în Estonia s-a făcut în iulie 1955, în vreme ce transmisiunile radio regulate începuseră deja în decembrie 1926. Dereglementarea în domeniul media electronică a adus schimbări radicale față de începutul anilor 1990. Primele licențe pentru televiziuni private au fost emise în 1992. Primul post de radio privat a intrat în emisie în 1990.
Astăzi, mass-media estone constituie un sector vibrant și competitiv. Există numeroase ziare și reviste săptămânale, iar estonii au de ales între 9 posturi TV naționale și multe posturi de radio. Constituția garantează libertatea exprimării, iar Estonia este recunoscută pe plan internațional pentru nivelul ridicat de libertate a presei, clasându-se pe locul 3 în clasamentul pe 2012 după Indicele Libertății Presei publicat de Reporteri Fără Frontiere.
Estonia are două agenții de presă. Baltic News Service⁠(d) (BNS), înființat în 1990, este o agenție privată de știri regionale ce acoperă Estonia, Letonia și Lituania. ETV24 este o agenție din portofoliul companiei Eesti Rahvusringhääling⁠(d), un trust de radio și televiziune înființat la 30 iunie 2007 pentru a prelua operarea posturilor Eesti Raadio⁠(d) și Eesti Televisioon, până atunci separate.

### Muzica

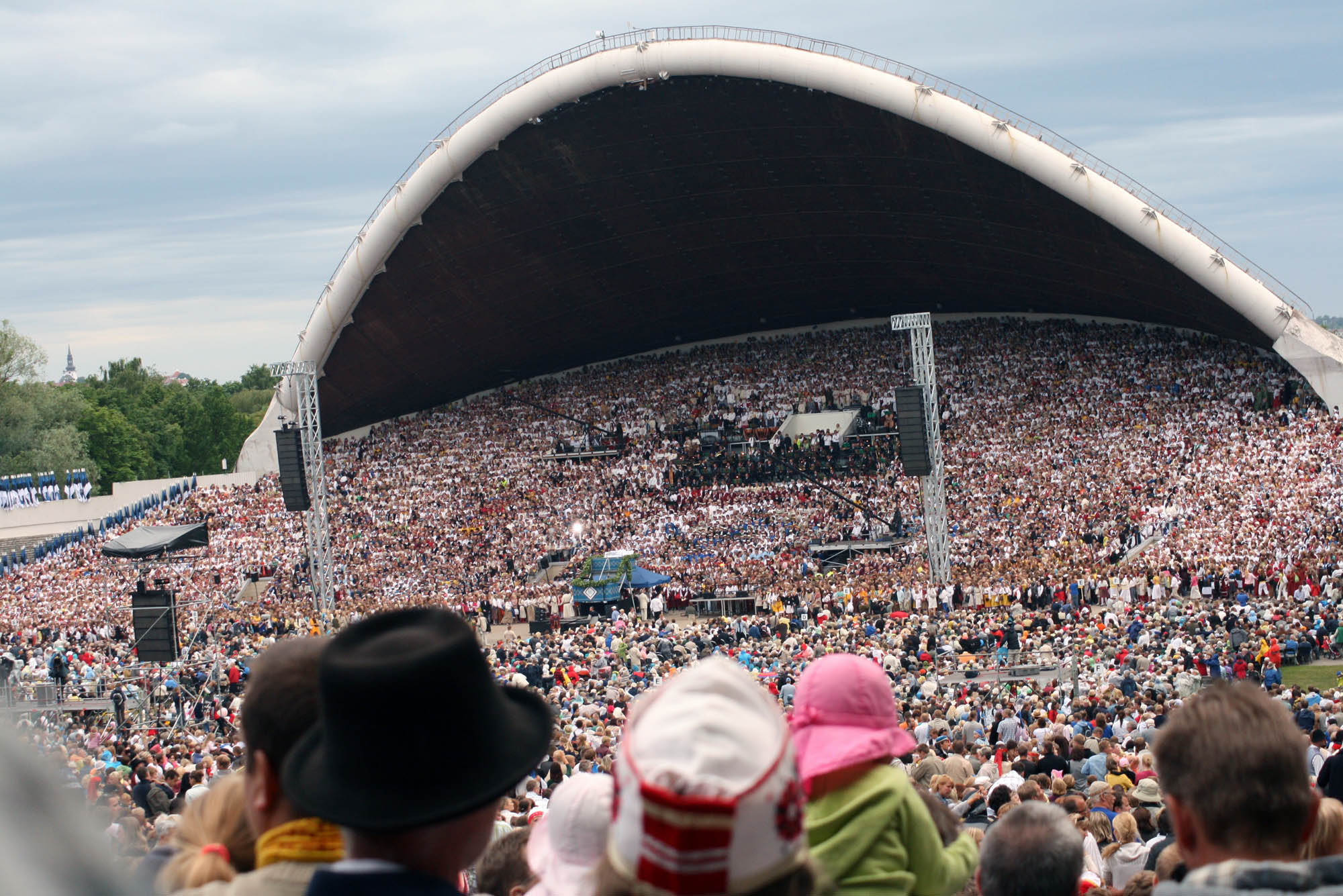
Moment dinaintea deschiderii celei de a 25-a ediții a Festivalului Cântecului Eston din 2009

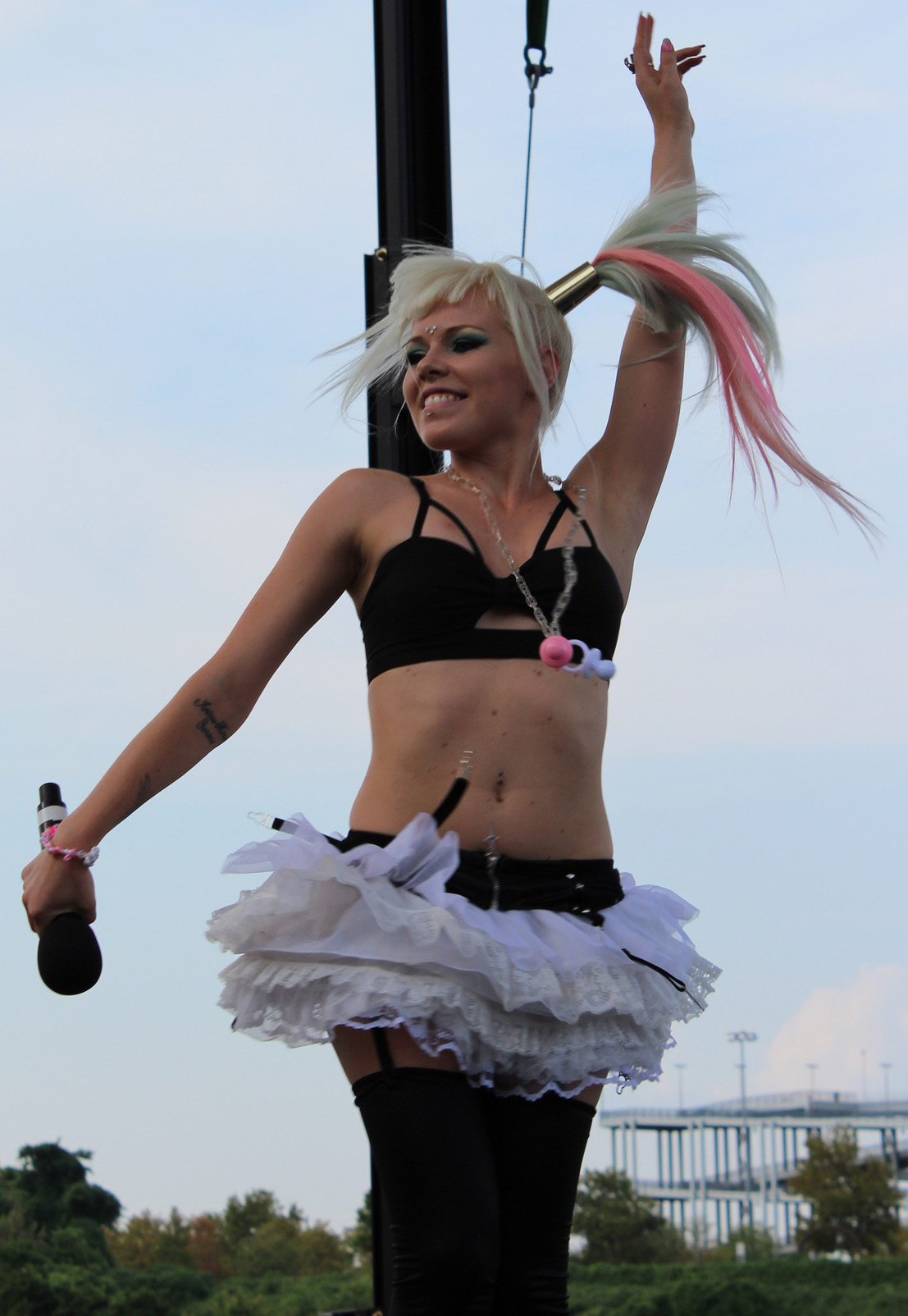
Kerli Kõiv.

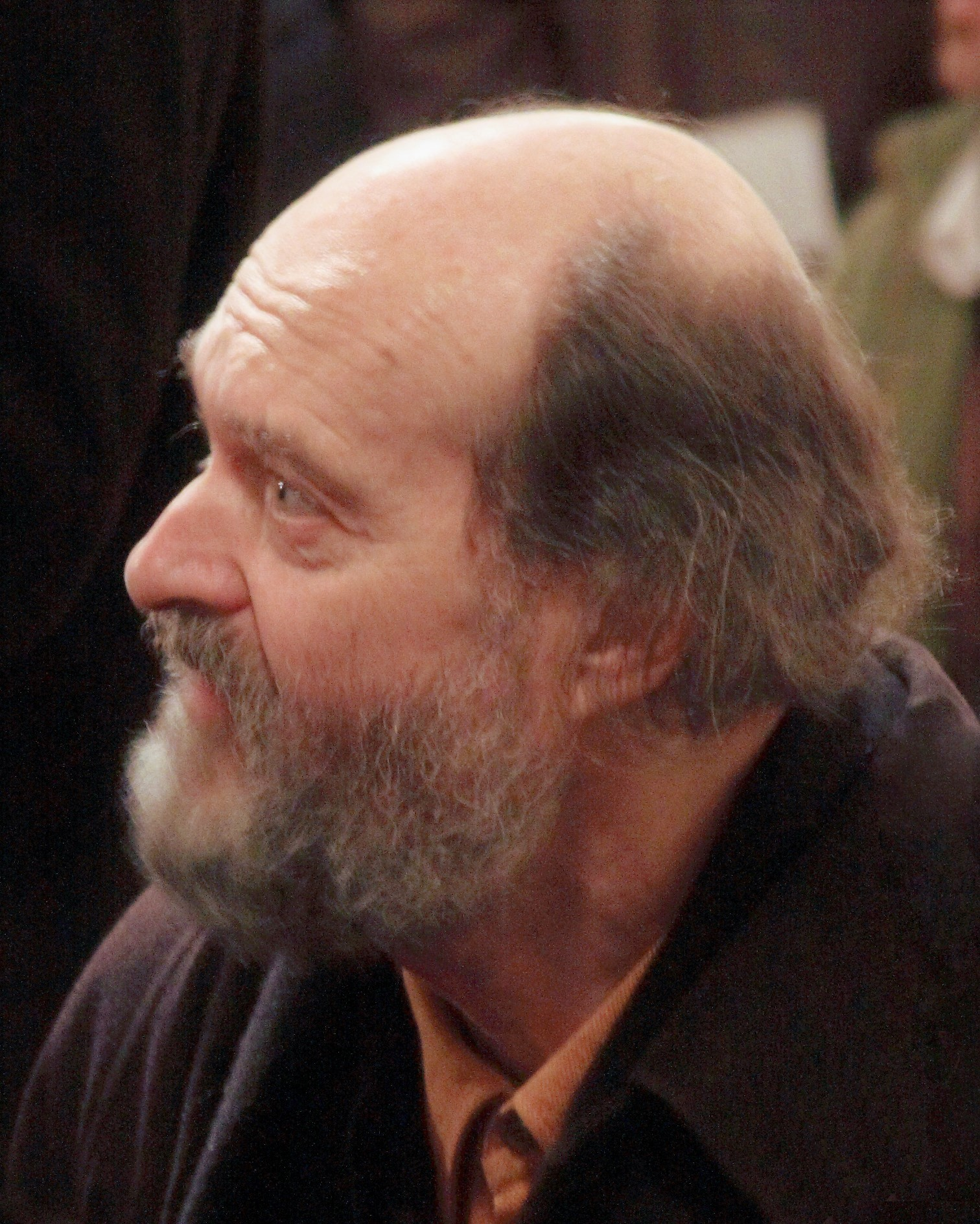
Arvo Pärt, cel mai renumit compozitor eston.

Prima atestare a cântecului popular eston datează de la cronica Gesta Danorum a lui Saxo Grammaticus (ca. 1179). Saxo vorbește despre războinicii estoni car ecântau în noaptea dinaintea bătăliei. Cântecele populare mai vechi sunt denumite Regilaul⁠(d)ud, cântece în metrica poetică regivärss, tradiție comună pentru toate popoarele finice din zona Mării Baltice. Cântecele runice erau larg răspândite între estoni până în secolul al XVIII-lea, când au început să fie înlocuite cu cântece populare ritmice.
Instrumentele tradiționale de suflat derivate din cele folosite de păstori erau odinioară răspândite, abia în prezent începând să revină în utilizare. Alte instrumente, inclusiv scripca, țitera, Concertina⁠(d) și acordeonul se utilizează la interpretarea polcilor și altor melodii de dans. Kantele⁠(d) este un instrument autohton a cărui popularitate este în revenire. În 2008 la Viljandi s-a deschis un Centru de Conservare a Muzicii Autohtone.
Tradiția Festivalului Cântecului Eston (Laulupidu) a început la apogeul epocii de renaștere națională estonă, în 1869. Astăzi, este unul dintre cele mai mari festivaluri corale pentru amatori din lume. În 2004, circa 100.000 de oameni au participat la Festivalul Cântecului. Din 1928, evenimentul are loc o dată la cinci ani în iulie. Următorul festival este programat în 2014. Festivale similare pentru tineret au loc o dată la patru sau cinci ani, ultimul în 2011.
Muzicieni estoni profesioniști, cum ar fi Rudolf Tobias⁠(d), Mart Saar⁠(d) și Artur Kapp⁠(d) au apărut la sfârșitul secolului al XIX-lea. Cei mai cunoscuți compozitori estoni sunt Arvo Pärt, Eduard Tubin⁠(d) și Veljo Tormis⁠(d).
În anii 1950, baritonul eston Georg Ots a devenit celebru în lumea muzicii de operă.
În muzica pop, artista estonă Kerli Kõiv a căpătat notorietate în Europa, și a ajuns puțin cunoscută și în America de Nord, ea interpretând melodii de pe coloana sonoră a filmului Disney Alice în țara minunilor și de pe cea a serialului de televiziune Smallville din Statele Unite ale Americii.
Estonia a câștigat concursul Eurovision în 2001 cu cântecul „Everybody” interpretat de Tanel Padar și Dave Benton. În 2002, Estonia a găzduit concursul. Maarja-Liis Ilus⁠(d) a concurat pentru Estonia de două ori (în 1996 și 1997), în vreme ce Eda-Ines Etti⁠(d), Koit Toome⁠(d) și Evelin Samuel⁠(d) își datorează popularitatea în parte acestui concurs. Lenna Kuurmaa⁠(d) și formația sa Vanilla Ninja⁠(d) au devenit populare în Europa. Cântecul „Rändajad⁠(d)” al formației Urban Symphony⁠(d) a fost primul cântec în limba estonă care a ajuns în clasamentele din Regatul Unit, Belgia și Elveția.

### Bucătăria
De-a lungul istoriei, bucătăria estonă a depins mult de anotimp și s-a axat pe hrană țărănească simplă, fiind influențată de multe țări. Astăzi, ea cuprinde mai multe feluri de mâncare internaționale. Alimentele cu specific eston sunt pâinea neagră, carnea de porc, cartofii și produsele lactate. Tradițional, vara și primăvara, estonii mănâncă hrană proaspătă — fructe, ierburi, legume și orice se culege direct din grădină. Vânatul și pescuitul sunt și ele frecvent întâlnite, deși au devenit doar hobby-uri. Grătarul în aer liber pe timpul verii a devenit ceva popular.
Iarna, se consumă gemuri, alimente conservate și murături. Estonia a trecut prin ani grei în trecut și deci culegerea și conservarea fructelor, ciupercilor și legumelor pentru iarnă a fost mereu o activitate esențială. Astăzi, culegerea și conservarea nu sunt atât de frecvente, deoarece orice se poate cumpăra din magazine, dar prepararea hranei pentru iarnă rămâne populară la țară și încă mai are o semnificație întrucâtva rituală.

### Sport

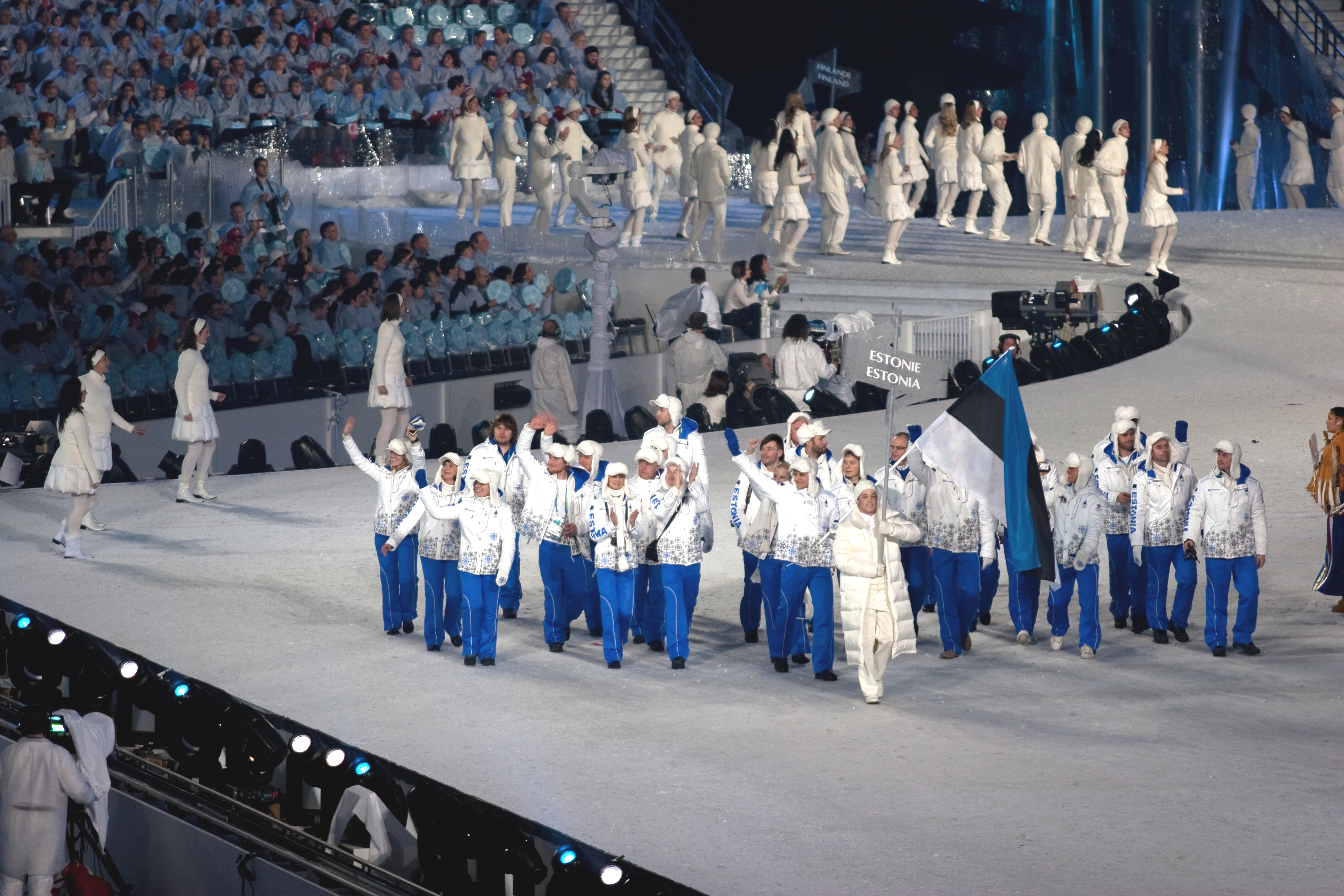
Delegația estonă la Vancouver, 2010.

Sportul joacă un rol important în cultura estonă. După declararea independenței față de Rusia în 1918, Estonia a concurat pentru prima oară ca țară la Jocurile Olimpice de Vară din 1920, deși Comitetul Olimpic Național a fost înființat abia în 1923. Sportivii estoni au luat parte la Jocurile Olimpice până la anexarea țării de către Uniunea Sovietică în 1940. Regata de yahting de la Jocurile Olimpice de Vară din 1980 (desfășurate la Moscova) s-a ținut în capitala estonă Tallinn. După redobândirea independenței în 1991, Estonia a participat la toate Olimpiadele și a câștigat majoritatea medaliilor la atletism, haltere, lupte și schi fond.
Lista sportivilor estoni celor mai cunoscuți îi cuprinde pe luptătorii Kristjan Palusalu⁠(d), Voldemar Väli și Georg Lurich⁠(d), pe schiorii Andrus Veerpalu și Kristina Šmigun-Vähi, pe decatlonistul Erki Nool, pe jucătoarea de tenis Kaia Kanepi, pe cicliștii Jaan Kirsipuu⁠(d) și Erika Salumäe⁠(d), și pe discobolii Gerd Kanter⁠(d) și Aleksander Tammert⁠(d).
Kiiking⁠(d), un sport relativ nou, a fost inventat în Estonia în 1996 de Ado Kosk. Kiikingul implică un leagăn modificat în care concurentul încearcă să facă o rotație de 360 de grade.
Paul Keres⁠(d), marele maestru șahist eston și sovietic, s-a numărat printre șahiștii de top ai lumii între deceniile anilor 1930 și 1960. Deși a învins în șapte rânduri campionul mondial en-titre, el a ratat de cinci ori ocazia de a juca el însuși pentru titlul de campion mondial.

### Dorința Estoniei de a scăpa de imaginea unei țări est-europene
Sunt destul de mulți estonieni care cred că, pentru a scăpa de reputația unei țări post-sovietice, este necesar să se sublinieze legăturile istorice ale țării cu țările scandinave.
Cea mai mare parte a teritoriului Estoniei a fost sub ocupație daneză sau suedeză pentru o perioadă mai lungă sau mai scurtă de timp. Limba estonă este înrudită îndeaproape cu finlandeza, și nu cu limbile baltice, iar estonii, ca grup etnic, sunt un popor finic.  
| Estonia           | |
| Drapelul Estoniei | Când Estonia a devenit independentă în 1919, s-au făcut diverse propuneri cu privire la ceea ce ar trebui să fie steagul național. Printre altele, propunerea de a adopta un steag în stil scandinav. |

### Patrimoniul UNESCO în Estonia
Pe lângă cele trei repere din arcul geodezic Struve, pe lista patrimoniului UNESCO singurul alt obiectiv din Estonia este centrul istoric al Tallinnului.